# 제1차 세계 대전의 영국 중전차
영국 중전차는 제1차 세계 대전 중 영국에서 개발된 일련의 기갑전투차량이었다. 마크 I은 세계 최초의 전차로, 궤도, 무장 및 장갑을 갖춘 차량으로 전투에 투입되었다. "전차"라는 이름은 처음에 비밀을 유지하고 진정한 목적을 숨기기 위한 암호명이었다. 이 전차는 참호전의 교착 상태를 타파하기 위해 1915년에 개발되었다. 이 전차는 "무인지대"에서 기관총과 소화기 사격을 견디고, 험난한 지형을 이동하고, 유자철선을 부수고, 참호를 넘어 강력한 무장으로 요새화된 적의 진지를 공격할 수 있었다. 전차는 또한 보급품과 병력을 운반했다.
영국 중전차는 서부 전선 (제1차 세계 대전)의 전장에서 흔히 볼 수 있는 넓고 깊은 참호를 건너기 위해 설계된 높은 궤도 등반면을 가진 편능형 모양이 특징이다. 이 모양에 필요한 높이 때문에 무장된 포탑은 차량을 너무 높고 불안정하게 만들었을 것이다. 대신 주 무장은 차량 측면의 스폰손에 배치되었다. "마더"라는 이름의 프로토타입은 각 측면에 6파운드(57mm) 대포와 호치키스 기관총을 장착했다. 나중에 기관총만 장착한 하위 유형이 생산되었는데, 이들은 "암컷"으로 지정되었고, 돌출된 6파운드포를 장착한 원래 버전은 "수컷"이라고 불렸다.
마크 I은 1916년 8월에 실전 배치되었으며, 1916년 9월 15일 아침 솜 공세의 일부인 플레르-쿠르슬레트 전투에서 처음으로 사용되었다. 소수의 중간 마크 II 및 마크 III 전차를 제외하고는 대부분 유사한 마크 IV가 뒤따랐으며, 이 전차는 1917년 6월에 처음으로 전투를 치렀다. 마크 IV는 1917년 11월 캉브레 전투에서 약 460대의 전차가 대규모로 사용되었다. 훨씬 개선된 변속기를 장착한 마크 V는 1918년 중반에 실전 배치되었다. 2천대 이상의 영국 중전차가 생산되었다. 생산은 전쟁이 끝날 때 중단되었다.

## 개발
마크 I은 1915년 7월부터 9월 사이에 해군 육상함 위원회를 위해 영국 해군 항공대의 월터 윌슨 중위와 윌리엄 포스터 주식회사의 윌리엄 트리튼이 제작한 실험용 전차인 리틀 윌리의 개발이었다. 이 전차는 리틀 윌리 개발 중에 발견된 궤도 및 참호 횡단 능력 문제에 대한 대응으로 윌슨이 설계했다. 차체 위에 포탑을 설치하면 독일 참호 흉벽(일반적으로 4 ft, 1.2 m 높이)을 오를 때 무게 중심이 너무 높아지므로, 궤도는 차체 주변에 마름모꼴로 배열되었고 포는 전차 측면의 스폰손에 장착되었다. 재설계된 이 전차는 8 ft (2.4 m) 너비의 참호를 건널 수 있는 육군의 요구 사항도 충족할 수 있었다.
윌슨의 아이디어 모형은 육상함 위원회가 리틀 윌리 시연을 볼 때 제시되었다. 이 무렵 육군 참모부는 참여하도록 설득되었고 위원회에 대표를 파견했다. 이러한 접촉을 통해 육군의 장갑 및 무장 요구 사항이 설계에 반영되었다. 1915년 12월에 완성된 마크 I 시제품은 "마더" (때때로 "윌슨 머신", "빅 윌리"라고도 불렸고, 공식적으로는 "폐하의 육상함 센티피드"라고도 불렸다)라고 불렸다. 마더는 1916년 초 육상함 위원회에 성공적으로 시연되었다. 참호, 흉벽, 분화구, 유자철선 장애물 등 전선을 모의한 코스를 달렸다. 이 시연은 2월 2일 내각 장관들과 육군 고위 관계자들 앞에서 반복되었다. 육군 장관 키치너는 회의적이었지만 나머지는 감명을 받았다. 당시 군수부 장관 데이비드 로이드 조지는 자신의 부처가 전차 생산을 담당하도록 주선했다.
육상함 위원회는 알베르트 스턴을 위원장으로 하는 "전차 보급 위원회"로 재구성되었다. 육군 측에서 전차 아이디어를 홍보했던 어니스트 스윈튼도 위원이었다. 헤이그 장군은 휴 엘스 참모 장교를 보급 위원회와의 연락관으로 파견했다. 스윈튼은 새로운 병과의 책임자가 되고 엘스는 프랑스에서 전차 지휘관이 될 것이다.
전차에 대한 첫 번째 주문은 1916년 2월 12일에, 두 번째 주문은 4월 21일에 이루어졌다. 포스터는 37대(모두 "수컷")를, 버밍엄의 메트로폴리탄 캐리지, 왜건, 파이낸스 컴퍼니는 113대(38대 "수컷"과 75대 "암컷")를 제작하여 총 150대였다.
전차의 첫 사용 소식이 전해지자 로이드 조지는 다음과 같이 말했다.
음, 우리는 그들에게 너무 많은 것을 기대해서는 안 되지만 지금까지는 아주 잘 해냈습니다. 그리고 그들이 그들의 책임자들에게 어느 정도 공로를 돌린다고 생각하지 않습니까? 사실, 그 공로는 누구보다도 윈스턴 처칠 씨에게 있습니다. 그는 오래전에 그들을 만들겠다는 아이디어를 열정적으로 받아들였고, 많은 어려움을 겪었습니다. 그는 나를 설득했고, 군수부에서 그는 전진하여 그들을 만들었습니다. 해군 전문가들은 매우 귀중했으며, 최대한의 도움을 주었습니다. 그들은 물론 장갑판 문제에 있어서는 전문가입니다. 군수부의 사업가 스턴 소령이 그들을 만드는 일을 담당했고, 그는 그 일을 매우 잘 해냈습니다. 스윈튼 대령과 다른 이들도 귀중한 일을 했습니다.— 데이비드 로이드 조지

## 설명
마크 I은 낮은 무게 중심과 긴 궤도 길이를 가진 편능형 차량으로, 거친 지형을 통과하고 참호를 건널 수 있었다. 주 무장은 차체 측면의 스폰손에 장착되었다.
차체는 내부적으로 나뉘어 있지 않았다. 승무원은 엔진과 같은 공간을 공유했다. 내부 환경은 극도로 불쾌했다. 환기가 불충분했기 때문에 대기는 유독한 일산화 탄소, 엔진에서 나오는 연료 및 오일 증기, 무기에서 나오는 코다이트 연기로 오염되었다. 내부 온도는 50 °C (122 °F)에 달할 수 있었다. 사람들은 때때로 전차 안에서 의식을 잃었지만, 신선한 공기 속으로 나올 때 쓰러지는 경우가 더 많았다. 증상은 일산화 탄소 중독과 비슷했지만, 내부의 높은 온도와 습도 또한 가능한 원인으로 지목되었다.
총알 파편이나 차체 내부에서 튀어나온 파편의 위험에 대비하여 승무원에게는 가죽과 사슬갑옷 마스크가 지급되었다. 가죽 헬멧도 전차 내부의 돌출부로부터 머리를 보호하기 위해 지급되었다. 방독면도 이 시기에는 양측의 화학 무기 사용 때문에 모든 병사들에게 표준 지급품이었다. 초기에는 8mm의 측면 장갑이 소화기 사격에 거의 면역이 되도록 했지만, 최근 개발된 철갑탄인 K 탄환(1917년 중반 도입)에는 관통될 수 있었다. 보병에게 압도당하고 수류탄으로 공격당할 위험도 있었다. 다음 세대는 더 두꺼운 장갑을 가졌고, K 탄환에 거의 면역이 되었다. 이에 대응하여 독일군은 13.2mm 마우저 1918 T-게베어 대전차소총(1918년 중반 도입)과 여러 Stielhandgranate 막대 수류탄을 묶어 훨씬 더 큰 폭발을 일으키는 Geballte Ladung("묶음 폭약")을 개발했다.
대포나 박격포 포탄이 거의 맞으면 (중력 공급을 위해 운전병 구역 양쪽의 궤도 프레임 전면 혼에 높이 배치된) 연료 탱크가 터질 수 있었다. 어떤 종류의 포탄이라도 직격하면 장갑을 관통하고 차량을 파괴하기에 충분했다. 전소된 승무원은 특수 구난 회사에서 제거했으며, 이 회사에서는 손상된 전차도 인양했다.
조향은 두 궤도의 속도를 조절하는 방식으로 어려웠다. 승무원 중 네 명, 두 명의 운전병(그 중 한 명은 지휘관 역할도 했으며 브레이크를 조작하고 다른 한 명은 주 변속기를 조작했다)과 두 명의 "기어맨"(각 궤도의 보조 기어를 담당)이 방향과 속도를 제어하는 데 필요했으며, 속도는 보행 속도를 넘지 않았다. 내부 소음이 너무 커서 운전병은 주 변속기를 설정한 후 무거운 렌치로 엔진 블록을 두드려 기어맨의 주의를 끌어 손 신호로 통신했다. 약간의 회전에는 운전병이 조향 꼬리를 사용할 수 있었다. 전차 뒤에 끌려가는 거대한 장치로 두 개의 큰 바퀴로 구성되어 있으며, 각각 강철 케이블을 당겨 잠글 수 있어 전체 차량이 같은 방향으로 미끄러지게 했다. 엔진이 멈추면 기어맨은 시동 핸들(엔진과 변속기 사이의 큰 크랭크)을 사용했다. 이 차량 중 많은 수가 전투의 열기 속에서 고장나 독일 포수들의 쉬운 표적이 되었다. 무선 통신 장치는 없었다. 지휘소와의 통신은 스폰손에 작은 출구 해치가 있는 두 마리의 비둘기나 전령을 통해 이루어졌다. 소음과 진동 때문에 초기 실험에서 무전기는 비실용적임이 밝혀졌으므로 램프, 깃발, 수기 신호, 색깔 있는 원반, 전서구는 다양한 마크의 표준 장비의 일부였다.
제1차 세계 대전 동안 영국 선전은 전차를 자주 사용하며 전쟁을 빠르게 승리할 수 있는 경이로운 무기로 묘사했다. 이들은 영화와 대중가요에 등장했다.

## 훈련
영국 전차 승무원들은 보병, 기병, 기관총병대, 항공대, 보급대, 해군을 포함한 다른 군대 출신이었다. 사격 훈련은 프랑스 해안에서 이루어졌고, 운전 교육은 전선 근처의 오래된 독일 참호에서 이루어졌다. 전차병들은 실적이 좋지 않으면 보병과 함께 전선으로 보내질 것이라고 경고받았는데, 병사들은 – 어떤 병사는 "방금 벗어난 끔찍한 악몽"이라고 묘사했다 – 이를 두려워했다.

## 표식

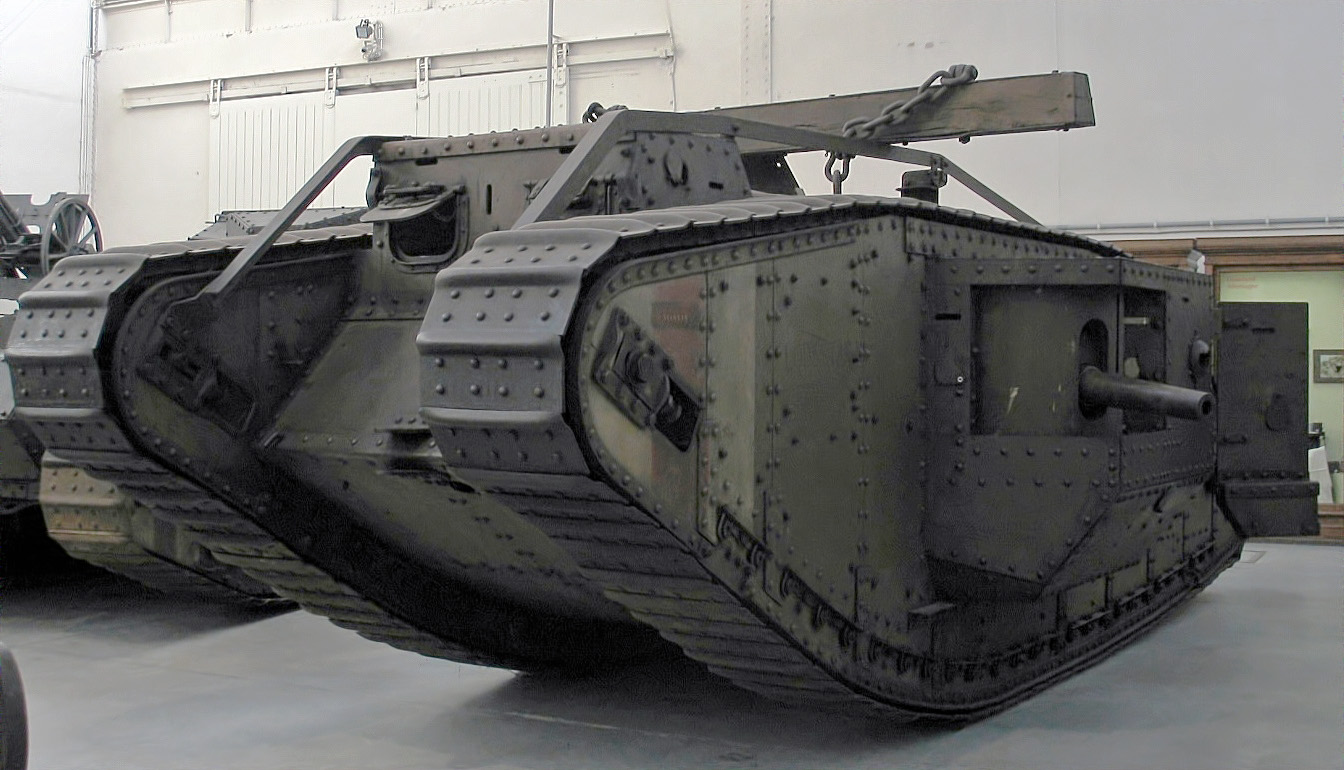
벨기에 왕립 육군 박물관, 브뤼셀에 있는 마크 IV 전차 로드스타 III (2005). 이 전차는 원래의 도색을 유지하고 있다.

처음 배치되었을 때 영국 전차는 화가 솔로몬 조셉 솔로몬이 고안한 4색 위장 도색으로 칠해졌다. 그러나 곧 진흙으로 덮여 복잡한 위장 도색이 불필요하다는 것이 밝혀졌다. 1916년 말, 솔로몬의 위장 도색은 포기되었고 전차는 단일한 짙은 갈색으로 칠해졌다.
전차 후면에는 공장에서 흰색 또는 노란색으로 세 자리, 네 자리 또는 다섯 자리 일련 번호가 칠해져 있었다. 전면에는 큰 전술 표식이 있었는데, 중대 또는 대대를 나타내는 접두사 문자 하나와 숫자(훈련 전차는 문자 없이 세 자리 숫자)가 있었다. 일부 전차는 공중 식별을 위해 지붕에 전술 번호가 칠해져 있었다. 나중에는 독일군이 노획한 영국 전차를 배치하기 시작하면서 식별을 돕기 위해 전면에 수직의 빨간색과 흰색 줄무늬가 칠해졌다.
전차는 종종 개별 이름을 부여받았고, 이 이름들은 때때로 외부에 칠해졌다. 소수의 전차는 예술 작품을 가지고 있는 것으로 알려져 있다 (항공기 노즈 아트와 유사하다).

## 변형
초기 전차는 이후의 설계가 도입되면서 마크 I로 알려졌다. 2문의 6파운드포와 3문의 .303 호치키스 기관총으로 무장한 마크 I은 "수컷" 전차로 불렸고, 4문의 비커스 기관총과 1문의 호치키스 기관총으로 무장한 전차는 "암컷"으로 불렸다. 어니스트 스윈튼이 이 용어를 고안한 공로를 인정받았다.
조향을 돕기 위해 전차 뒤에 한 쌍의 큰 바퀴가 추가되었다. 이 바퀴는 기대만큼 효과적이지 못해 나중에 제거되었다.
이후의 마크 II, III, IV, V 및 후기 전차들은 모두 마더와 강하게 닮았다.

### 마크 I
- 승무원: 8명
- 전투 중량: 31.4톤(28.4톤)
- 장갑: 0.23–0.47 in (5.8–11.9 mm)

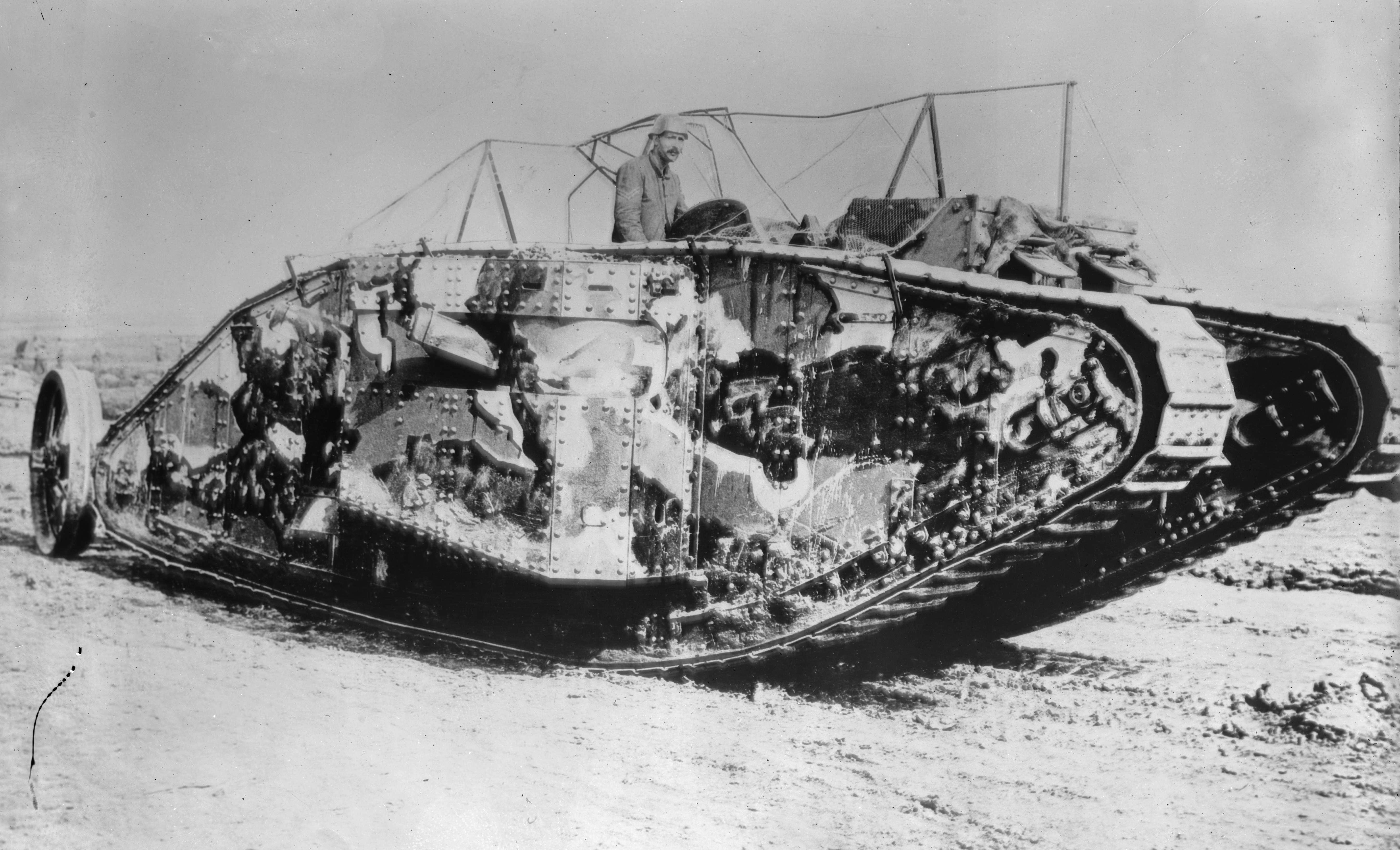
솔로몬 위장 도색이 적용된 영국 마크 I 전차

- 무장: 2문의 6파운드 QF, 3문의 호치키스 기관총

건 캐리어 마크 I은 별도의 설계로, 차량에서 발사할 수 있는 야전포 또는 곡사포를 운반하도록 고안되었다. 실제 운용에서는 주로 보급품과 탄약을 운반하는 데 사용되었다. 48대가 제작되었다.
마크 I의 초기 생산은 포스터와 메트로폴리탄에서 이루어질 예정이었다. 포스터에서 25대, 메트로폴리탄의 자회사인 패턴 샤프트 회사의 올드 파크 부지에 더 큰 생산 능력을 갖춘 웨드베리의 메트로폴리탄에서 75대가 생산되었다. 메트로폴리탄은 추가로 50대에 대한 주문을 받아 육군이 각 25대의 전차로 구성된 6개의 전차 중대를 조직하고 올드버리 왜건 및 캐리지 회사에서 추가 생산을 설정할 수 있도록 했다. 150대 전차 모두에 사용할 수 있는 6파운드포가 충분하지 않았기 때문에 절반은 기관총만 장착하기로 결정되었다. 회전식 방탄판에 2문의 비커스 기관총을 장착한 새로운 스폰손 설계가 생산되었다.
전쟁 후반부에 신형 전차가 사용되면서 일부 마크 I은 보급품 운반용으로 개조되었다. 소수의 암컷 마크 I은 무선 송신기를 설치하여 이동식 무선 통신소로 사용되었다. 무전기는 전차가 정지하고 매우 높은 안테나를 설치한 후에만 작동할 수 있었다.

### 마크 II

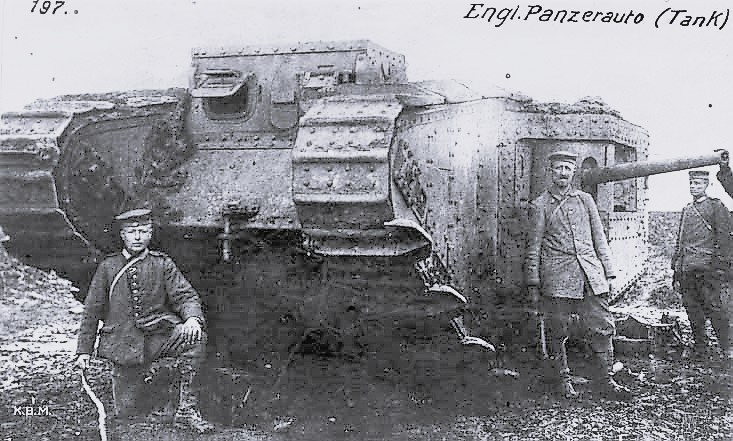
1917년 4월 11일 아라스 근처에서 노획된 마크 II 전차 799호

마크 II는 마크 I에 대한 사소한 개선을 포함했다. 육군이 마크 I이 여전히 사용하기에 불충분하다고 선언하자, 마크 II(7월에 첫 주문이 이루어졌다)는 계속 생산될 예정이었지만 훈련용으로만 사용될 것이었다. 이러한 의도된 역할 때문에, 이들은 경화되지 않은 강철로 덮여 있었다고 알려져 있었지만, 1917년 초에 이 주장에 대해 일부 의문이 제기되었다. 처음에는 20대가 프랑스로 보내졌고 25대는 영국의 울 훈련장에 남았으며, 나머지 5대는 시험 차량으로 사용되었다. 약속된 마크 IV 전차가 1917년 초까지 도착하지 않았기 때문에, 스턴의 항의에도 불구하고 영국에 있는 25대의 훈련 차량을 프랑스로 보내기로 결정했으며, 그곳에서 이들은 1917년 4월 아라스 전투에서 다른 20대의 마크 II와 15대의 마크 I과 합류했다. 독일군은 아라스에서 마크 I과 마크 II 전차의 장갑을 자신들의 철갑 기관총 탄약으로 관통할 수 있었다.
마크 II는 1916년 12월부터 1917년 1월까지 포스터 & 컴퍼니와 메트로폴리탄(각각 수컷 25대, 암컷 25대)에서 제작되었다.
5대의 마크 II가 개선된 동력 장치 및 변속기 실험에 사용되었다. 이들은 Mark I 시스템에 비해 어떤 개선을 할 수 있는지 공개 경쟁에서 보여주기 위해 회사에 제공되었다. 1917년 3월에 열린 시연에서 그 중 3대만이 다임러 전기-가솔린 시스템을 장착한 마더와 경쟁할 수 있었다. 윌슨의 유성 기어 시스템은 보조 기어와 기어맨을 대체했으며, 분명히 우수하여 이후 설계에 채택되었다.

### 마크 III

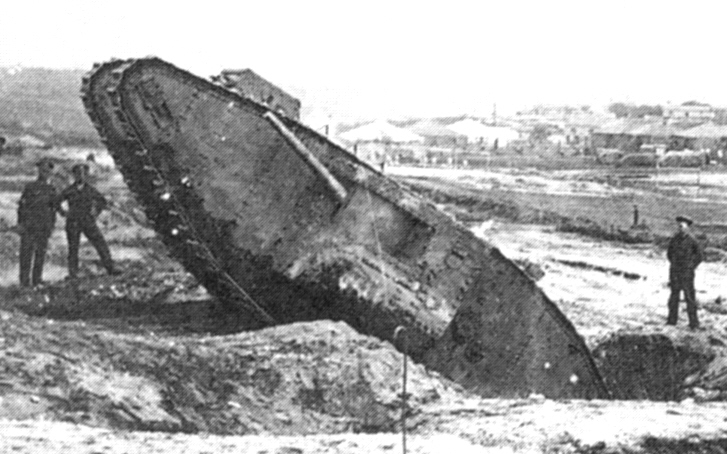
1917년, 도랑에 빠진 마크 III 전차

마크 III은 훈련용 전차였고 루이스 기관총과 암컷용 더 작은 스폰손을 사용했다. 50대가 제작되었다. 원래 마크 III은 마크 IV의 제안된 모든 새로운 설계 기능을 갖추도록 의도되었다. 이것이 두 가지 다른 훈련 유형이 존재했던 이유이며, 마크 II는 마크 I의 약간 개선된 버전에 불과했다. 그러나 새로운 기능 개발이 너무 느려 마크 II에서 변화가 매우 점진적이었다. 마지막 두 대의 마크 III은 제2차 세계 대전에서 녹여졌다. 이들은 해외에서 전투를 보지 못했다.

### 마크 IV

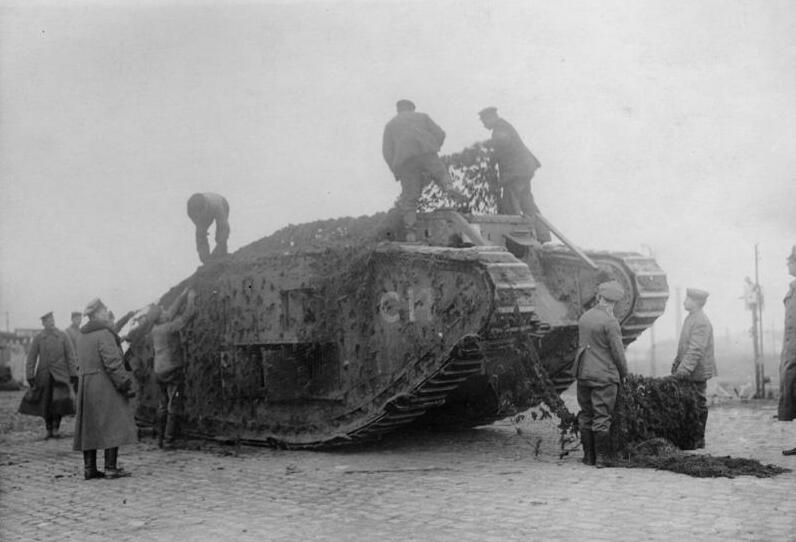
암컷 마크 IV 전차 C14. 1917년 12월 캉브레 전투 후 독일군과 함께 촬영되었다.

마크 IV는 마크 I의 더 중장갑 버전으로, 1917년 5월에 생산에 들어갔다. 근본적인 기계적 개선이 원래 의도되었지만, 연기되어야 했다. 주요 변경 사항은 이전 포보다 더 짧은 포신을 가진 QF 6-파운드 6 cwt 호치키스의 도입이었다. 개선된 12mm 장갑은 독일의 철갑 소총탄에 면역이 되도록 했다. 루이스 기관총은 수컷과 암컷 변형 모두에서 호치키스 및 비커스 기관총을 대체했지만, 루이스의 공랭 시스템은 문제가 있는 것으로 판명되어 나중에 호치키스가 다시 채택되었다. 승무원 안전을 개선하기 위해 모든 연료는 후방 궤도 혼 사이의 단일 외부 탱크에 저장되었다. 더 작은 스폰손은 경첩을 사용하여 안쪽으로 접을 수 있어 철도 운송 시 전차의 너비를 줄일 수 있었으며, 이전 모델은 차량한계에 맞추기 위해 부분적으로 분해해야 했다. 지붕의 레일은 궤도에 부착하여 어려운 참호에서 전차를 구출하는 데 사용되는 제방 탈출 빔을 운반했다. 총 1,220대가 제작되었다: 수컷 420대, 암컷 595대, 보급 전차인 전차 운반차 205대.
마크 IV는 1917년 6월 메신 산맥 전투에서 성공적으로 사용되었으며, 건조한 지형에서 보병을 앞질렀지만, 7월과 8월의 제3차 이프르 전투에서는 습한 지형에서 어려움을 겪고 거의 사용되지 않았다. 1917년 11월 캉브레 전투에서는 약 432대의 마크 IV 전차가 사용되었다.
최초의 전차 대 전차 전투는 1918년 4월 제2차 비예르-브르토뇌 전투에서 마크 IV 전차와 독일 A7V 전차 사이에 벌어졌다.

### 마크 V 시리즈

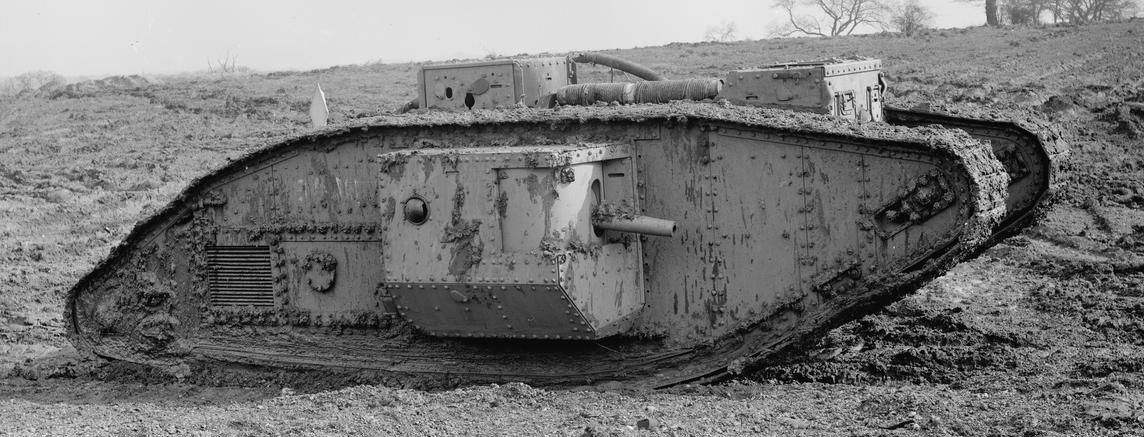
마크 V "수컷" 전차, 오른쪽 스폰손에 짧은 6파운드(57mm) 호치키스 포가 보인다

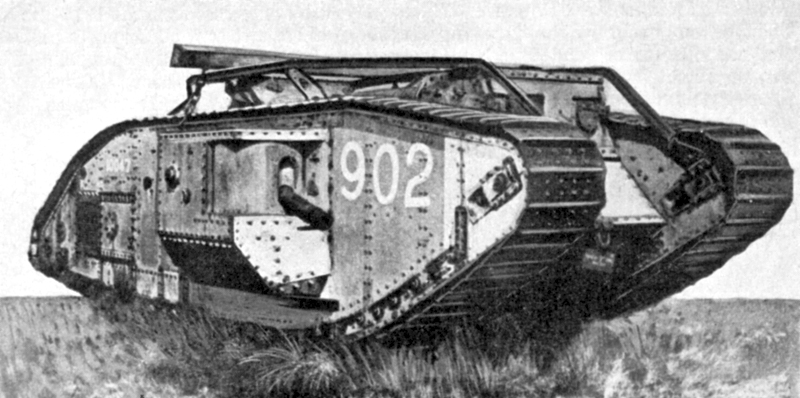
마크 V* 전차 – 지붕에는 레일 위에 언더칭 빔이 실려 있는데, 이것은 궤도에 부착하여 진흙 투성이 참호와 포탄 구덩이에서 스스로 빠져나오는 데 사용할 수 있었다.

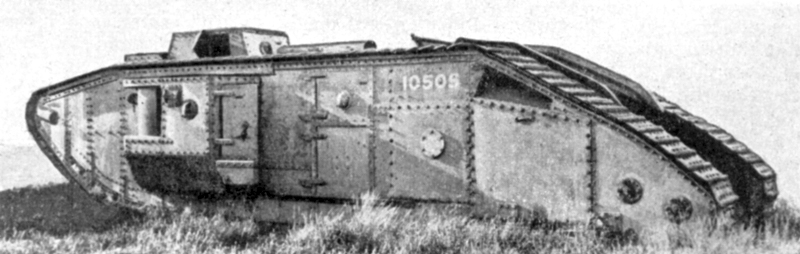
마크 V** 전차

마크 V는 원래 완전히 새로운 전차 설계로 의도되었으며, 나무 모형이 완성되었다. 그러나 1917년 12월에 마크 IV용으로 원래 예정되었던 새로운 엔진과 변속기가 가용하게 되자, 생산 중단을 우려하여 첫 번째이자 더 발전된 마크 V 설계는 포기되었다. "마크 V"라는 명칭은 새로운 시스템이 장착되지 않은 마크 IV의 개선된 버전으로 변경되었다. 마크 IV의 원래 설계는 마크 III에 비해 큰 개선이 될 예정이었으나, 기술적 지연으로 인해 약간의 개선으로 축소되었다. 따라서 마크 V는 마크 IV의 원래 설계(즉, 크게 수정된 마크 III)와 매우 유사하게 되었다.
수컷 200대, 암컷 200대, 총 400대가 제작되었다. 여러 대가 한쪽에는 수컷, 다른 한쪽에는 암컷 스폰손을 장착하여 각 전차에 6파운드포를 장착한 헤르마프로다이트(또는 "복합형")로 개조되었다. 이 조치는 독일군이 노획한 영국 수컷 전차나 독일군 자체의 A7V에 맞닥뜨렸을 때 암컷 전차가 화력에서 밀리지 않도록 하기 위함이었다.
마크 V는 1918년 7월 4일 하멜 전투에서 처음 사용되었는데, 60대의 전차가 오스트레일리아 부대의 독일군 진지 공격에 성공적으로 기여했다. 이 전차는 전쟁 중 8차례의 주요 교전에 더 참여했다. 여러 대가 연합군의 러시아 내전 개입에 참여하여 백군 측에서 복무했다. 대부분은 붉은 군대에 의해 노획되어 러시아 내전에서 사용되었다. 에스토니아군이 4대를, 라트비아가 2대를 보유했다.

#### 마크 V*
마크 V*는 6 ft (1.8 m) 길이로 늘어난 선체 확장형이었다. 지붕에 더 큰 큐폴라와 선체 측면에 문이 있었다 (이전 버전은 암컷의 스폰손 아래에 작은 해치나 수컷의 스폰손 후면에 작은 문, 그리고 후면에 작은 해치가 있었다). 추가된 부분은 보병 분대를 수용하도록 설계되었다. 무게는 33톤이었다. 수컷 500대, 암컷 200대 주문 중 579대가 휴전 시점까지 제작되었고, 이 주문은 1919년 3월 메트로폴리탄 캐리지에서 완료되었다.

#### 마크 V**
마크 V*가 길어지면서 원래의 길이-폭 비율이 손상되었다. 이제 회전 시 측면 하중이 허용할 수 없을 정도로 높아져 궤도 이탈과 엄청난 회전 반경을 초래했다. 따라서 윌슨 소령은 1918년 5월에 궤도를 재설계하여 하단 주행에 더 강한 곡선을 주어 지면 접촉을 줄이고 궤도 폭을 26.5 in (673 mm)로 넓혔다. 마크 V 엔진은 225 hp (168 kW)을 내도록 보어아웃되었고 선체 후방에 더 뒤로 배치되었다. 운전병을 위한 객실은 지휘관의 객실과 통합되었으며, 이제 후방에 별도의 기관총 사격 위치가 있었다. 수정된 700대(암컷 150대, 수컷 550대) 주문 중 25대만이 제작되었고, 그 중 1918년 말까지 완성된 것은 1대뿐이었다.

### 마크 VI

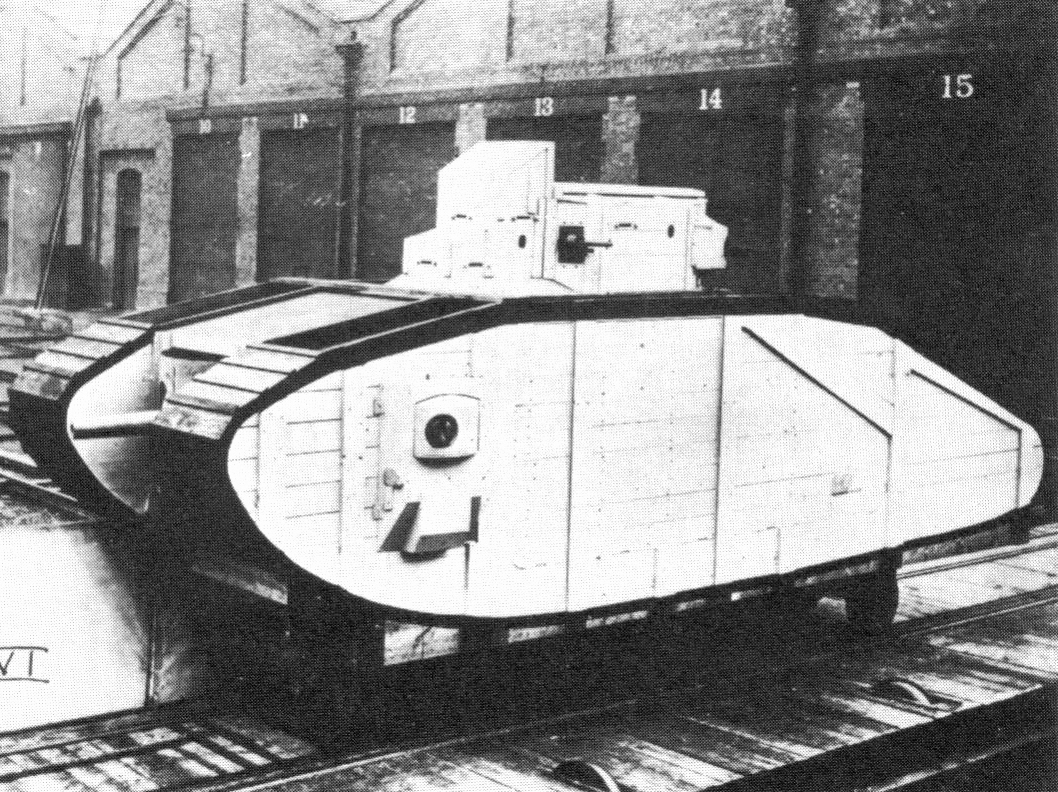
1917년, 제안된 마크 VI의 나무 모형

마크 VI는 1916년 후반에 시작된 전차 개발 관련 프로젝트 중 하나였다. 마크 V는 마크 I 차체 설계에 가능한 한 많은 고급 기능을 적용하는 것이었고, 마크 VI는 마크 I 차체와 완전히 다른 것이었다. 마크 V는 마크 IV의 지연 때문에 실제로 제작되지 않았으며, 다른 마크 V가 제작될 것이었다. 마크 VI 프로젝트 설계는 완전히 새로운 차체를 가졌는데, 더 높고 둥근 궤도 경로를 가졌다. 단일 주포는 차체 전면에 있었다. 이 프로젝트는 나무 모형 단계 이상으로 진행되지 않았다. 1917년 12월에 미국과 공동 개발할 전차(마크 VIII)를 진행하기 위해 프로젝트가 취소되었다.

### 마크 VII

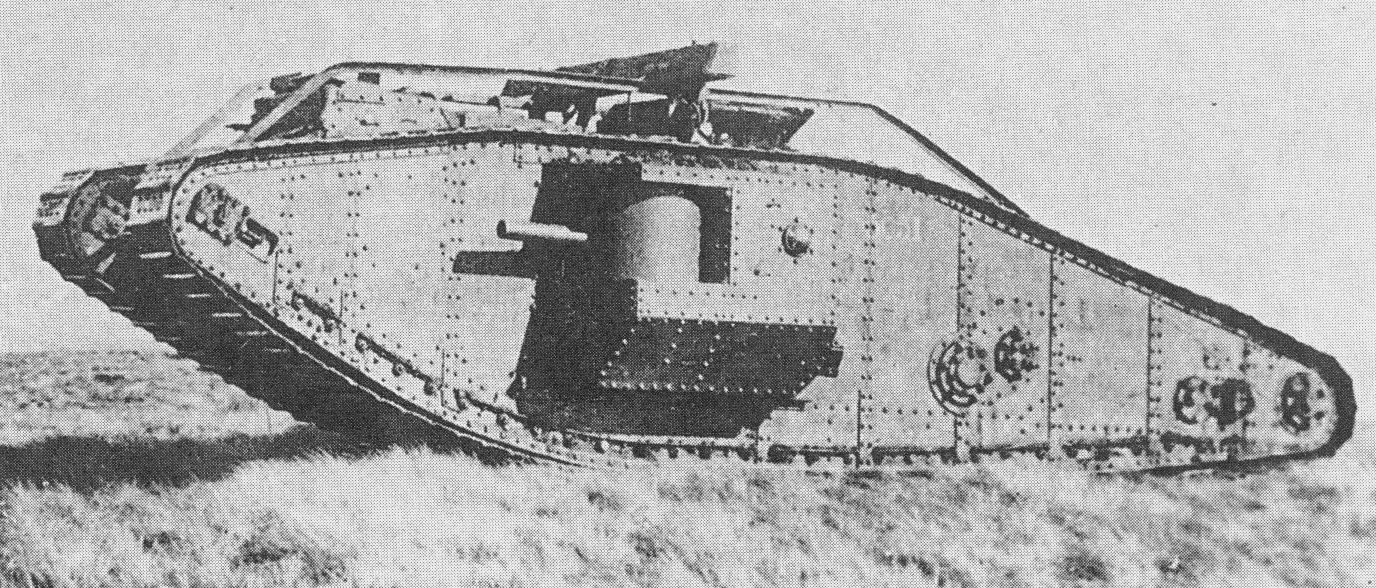
마크 VII 전차

스턴, 엘스, 안리 사이의 기술 연락 장교였던 마크 노테는 윌리엄스-제니 유압 변속기를 장착한 더 긴 마크 I을 설계하여 전차 개발에 기여했다. 시험 차량으로 사용된 마크 II 중 하나는 유압 변속기를 사용했다. 1917년 10월 브라운 브라더스는 에든버러에서 이 연구 라인을 더 발전시키기 위한 계약을 체결했다. 1918년 7월, 시제품이 준비되었다. 그 구동 시스템은 매우 복잡했다. 150 hp (112 kW) 리카르도 엔진은 변속 기어 주식회사의 펌프로 동력을 공급했고, 이 펌프는 여러 체인을 통해 각 궤도를 움직이는 두 개의 유압 모터에 동력을 공급했다. 명백한 과열 위험을 막기 위해 많은 팬, 루버, 라디에이터가 있었다. 그러나 조향은 쉽고 점진적이었으며, 이 버전은 한 전차 대대를 장비하기 위해 생산에 들어갔다. 3대가 제작되었고, 전쟁이 끝났을 때 74대 주문 중 1대만이 인도되었다. 같은 시기에 주문된 마크 VIII에 비해 우선 순위에서 밀렸다. 선체는 마크 V에 비해 약간 길어졌다. 마크 VII는 현존하는 것이 없다.

### 마크 VIII

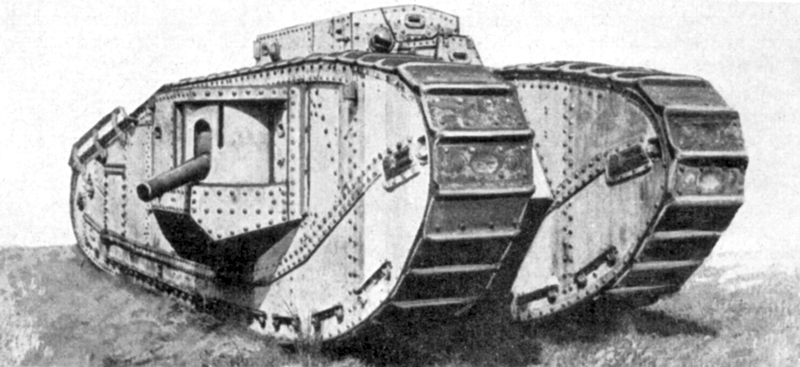
연합군 마크 VIII (리버티) 전차

스턴이 전쟁성과의 이견으로 직위에서 해임되자, 그는 연합군 간의 협력 설계(프랑스 조립, 영국 차체, 포 및 탄약, 미국 기타 부품(주로 엔진))를 담당할 새로운 부서에 임명되어 좌천되었다.
전차 설계 개발에 미국이 참여하면서 "리버티" 또는 영미 전차(초기에는 프랑스도 부분적으로 참여했지만)로도 알려진 마크 VIII가 탄생했다.
영국 전차용 330 hp (250 kW) 리카르도 가솔린 엔진과 미국 전차용 300 hp (220 kW) 리버티 V12 엔진은 12명(나중에는 10명으로 감소)의 승무원과 분리된 구획에 있었고, 큐폴라 구조에는 전방 및 후방 사격 기관총이 포함되었다. 계획된(공동 생산) 각 1,500대 중 단 한 대의 영국 시제품이 전쟁이 끝날 때까지 완성되었다. 영국은 24대만 제작했으며, 미국은 1918년 9월부터 1920년 사이에 록 아일랜드 조병창에서 100대를 완성했으며, 대당 35,000달러[£8,750](2006년 기준 430,000달러[£226,000])가 들었다. 미국 리버티용 차체 약 40대는 맨체스터 전차 신디케이트에서 생산되었고, 영국식 마크 VIII 11대는 노스 브리티시 기관차 회사에서 생산되었다.
이들은 1930년대까지 사용 및 업그레이드되었으며, 이후 훈련용으로 캐나다에 제공되었다. 일부 M1917는 명목상의 고철 가격으로 캐나다에 판매되었다. 전차 자체는 길이 34 ft 2 in (10.41 m), 높이 10 ft 3 in (3.12 m)였다. 스폰손을 포함한 최대 폭은 12 ft 4 in (3.76 m)였다. 심지어 더 긴 44-피트 (13 m) 버전도 계획되었지만 제작되지는 않았다 (마크 VIII*). 이 전차는 1930년대에 느린 속도(시속 6 mph (9.7 km/h) 미만)와 얇은 장갑(6~16mm) 때문에 시대에 뒤떨어졌지만, 어떤 AFV보다도 긴 독립 참호 횡단 능력을 가지고 있었다. 후기 전차는 크고 깊은 참호를 횡단하기 위해 교량 설치 전차를 사용했다.

### 마크 IX

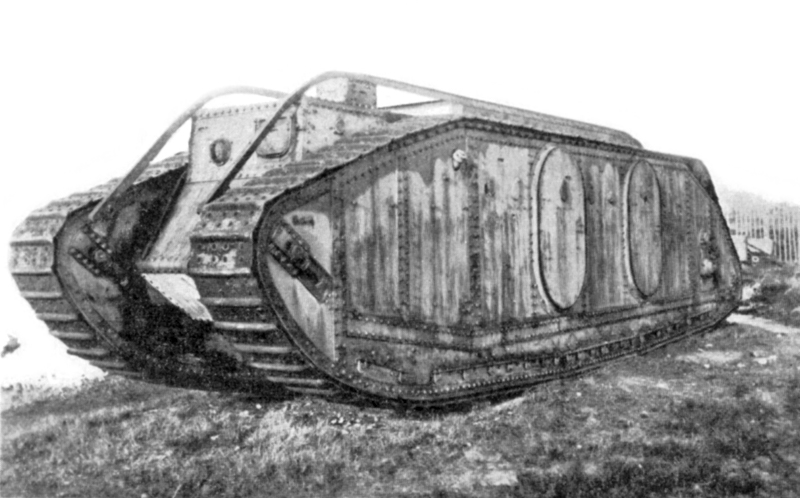
마크 IX 전차

마크 IX는 병력 수송 차량이자 보병 보급 차량으로, 연장된 마크 V로 실험한 것을 제외하면 최초의 궤도형 병력수송장갑차 중 하나였다. 200대 주문 중 34대가 제작되었다.

### 마크 X
마크 X는 마크 V를 개선하기 위한 종이상의 프로젝트였으며, 원래는 마크 V*** (L)로 알려졌다. 이는 마크 VIII 프로젝트가 실패할 경우에 대비한 비상 계획으로 (만약 그렇다면 1919년까지 2000대 생산이 예상되었다), 마크 V의 부품을 최대한 많이 사용하면서도 기동성과 승무원 편의성을 개선한 전차를 생산하려 했다.

## 전투 역사

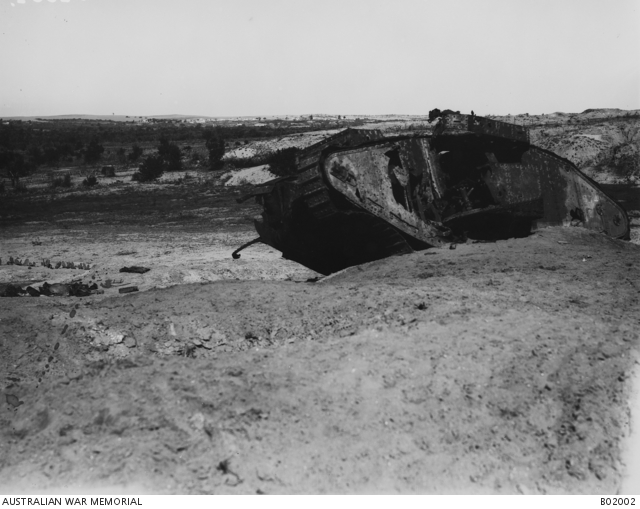
1917년 가자 제2차 전투에서 파괴된 영국 마크 I 암컷 전차

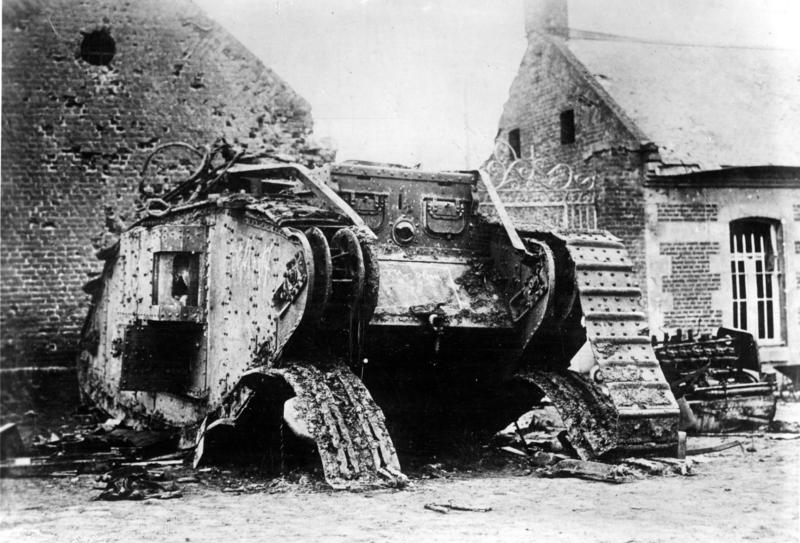
1917년 캉브레 근처에서 파괴된 마크 IV 전차

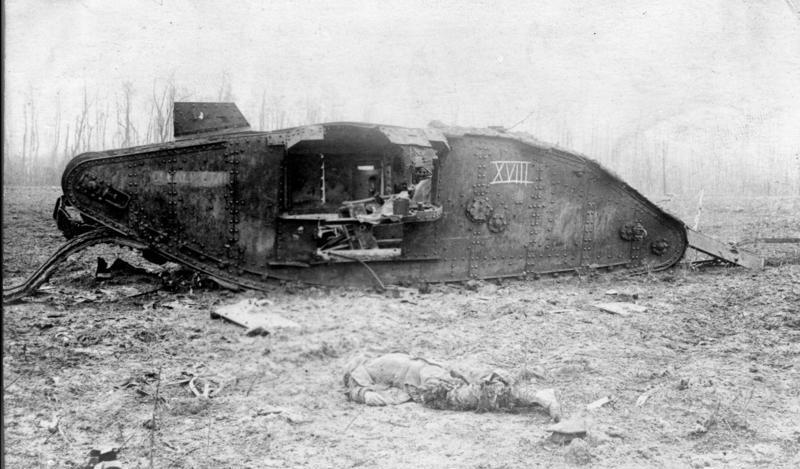
파괴된 마크 IV 암컷 전차

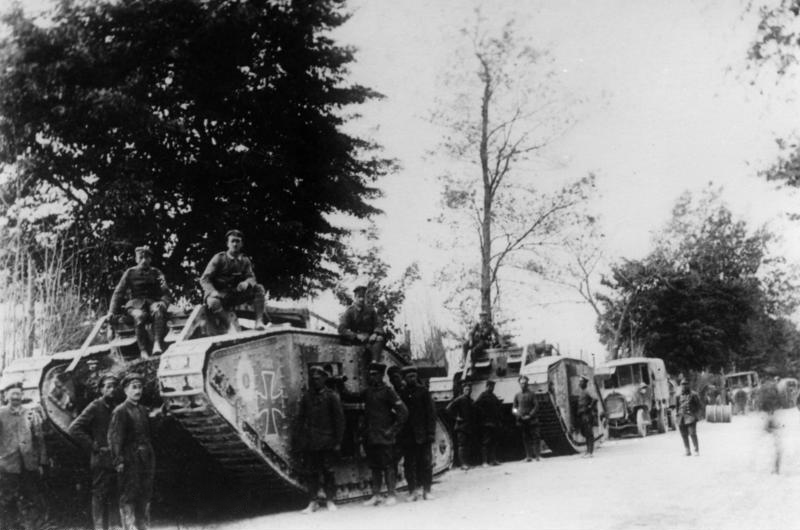
독일군이 제2차 마른강 전투 중 노획한 영국 마크 IV 전차를 사용하는 모습

최초의 전차는 "중기병대"로 기관총병대에 추가되었고, 1917년 7월 28일 별도의 전차군단이 왕실 칙허에 의해 창설될 때까지 그러했다. 소수의 마크 I 전차는 1916년 9월 플레르-쿠르슬레트 전투 중 솜 전투에 참전했다. 이들은 보병의 진격을 위해 유자철선을 끊고, 심지어 기관총 진지를 파괴하기 위해 집을 통과하기도 했다. 많은 전차가 고장나거나 진흙에 빠졌지만, 공격에 참여한 전차의 거의 3분의 1이 무인지대를 넘어갔고, 적에게 미친 영향이 주목되어 영국군 총사령관 더글라스 헤이그는 천 대 더 요청했다. 이는 놀라운 일이었다. 윌리엄 트리튼은 이미 더 무거운 전차인 플라잉 엘리펀트의 개발을 시작했기 때문이었다. 연합군에게는 불행히도 이는 독일군에게 보병을 위한 특별히 설계된 대전차 무기인 철갑 7.92mm K 탄환을 개발할 시간을 주기도 했다.
8대의 마크 I 전차가 1917년 4월 시나이 및 팔레스타인 전역 중 가자 제2차 전투에서 터키군에 맞서 사용되었다. 파괴된 3대의 전차를 마크 IV로 교체한 후, 전차 중대는 가자 제3차 전투에서 싸웠다.
영국 전차는 1917년 서부 전선 공세에서 다양한 성공을 거두었다. 그러나 1917년 11월 캉브레 전투에서 처음으로 대규모 제병합동작전에 사용되었는데, 약 400대의 전차가 진격하는 보병 및 크리핑 바리케이드와 긴밀히 협력하여 초기 공격에서 독일군 전선을 압도했다. 1918년 8월 아미앵 전투에서는 수백 대의 마크 V 전차가 새로운 휘펫 및 마크 V* 전차와 함께 독일군 전선을 돌파하여 현대 기갑전의 시초를 보여주었다.

### 독일군 참전
독일군은 캉브레 전투에서 버려진 영국 마크 IV 전차 약 50대를 회수하여 그 중 약 30대를 운용 가능한 상태로 복구할 수 있었다. 1대는 베를린으로 옮겨져 빌헬름 2세에게 시연되었고, 다른 전차들은 샤를루아 근처의 노획된 공업 공장으로 보내져 재정비되었다. 기관총은 유지되었지만 독일 탄약을 발사하도록 재실장되었고, 6파운드포는 노획된 벨기에 57mm 노르덴펠트 포로 교체되었다. 노획된 전차들은 눈에 띄는 철십자 문장과 대담한 분산 위장 패턴으로 도색되었지만, 일부는 원래의 카키색 도색을 유지한 것으로 보인다. 비록 일부 전차들이 독일의 춘계 공세에서 사용되었지만, 이들은 소수로 잔당 소탕 작전에 배치되는 경향이 있었으며, 장교들은 빠르게 움직이는 보병을 따라갈 수 없다고 보고했다. 공세가 끝난 후, 약 300대의 버려진 영국 전차가 독일군 전선 뒤에 있었고, 그 중 170대가 수리 가능하다고 보고되었다. 전쟁이 끝날 무렵, 독일군은 노획한 영국 전차로 장비된 7개의 전차 대대를 보유하고 있었다.

### 러시아군 참전
1919년, 여러 대의 영국 전차가 연합군의 러시아 내전 개입에 참여했다. 74대의 마크 V와 휘펫 전차가 흑해 연안에 상륙한 남러시아 전차 분견대를 구성했고, 훨씬 더 작은 북러시아 전차 분견대는 아르한겔스크 항구를 방어하기 위해 파견되었다. 백군 병사들에게 전차 사용법을 훈련시키려는 시도가 있었고, 연합군이 철수할 때 이 전차들은 그들의 손에 남겨졌다. 그 중 59대가 붉은 군대에 노획되었고 1921년 조지아 침공에 사용되어 트빌리시 전투에서 소련의 승리에 기여했다. 마지막 소련 마크 V 전차는 1938년에 최종적으로 퇴역했다. 2대의 전 에스토니아 마크 V 전차는 1941년 8월 탈린 방어에 사용되었다.
1945년, 점령군은 베를린에서 심하게 손상된 마크 V 전차 두 대를 발견했다. 사진 증거에 따르면 이 전차들은 러시아 내전의 생존자들이며, 1941년 독일의 소련 침공 이전에 러시아 스몰렌스크에 기념물로 전시되어 있었다. 이 전차들이 베를린 전투에 적극적으로 참여했다는 기록은 확인되지 않았다.

## 문화적 영향

1918년 블랙풀에서 모금 전시를 하는 "줄리안"이라는 별명의 마크 IV "탱크 뱅크".

1916년 전차의 첫 제한적 사용은 군사적으로 실망스러웠지만, 영국 언론의 첫 보도는 전차를 경이로운 무기로 환영하며 용, 고래, 드레드노트, 게, 매머드 또는 "장갑 두꺼비"에 비유하는 화려한 언어를 사용했다. 전차에 대한 대중의 매혹은 여러 다큐멘터리 영화가 개봉되면서 더욱 깊어졌고, 이 영화들은 영국에서 2천만 명이 관람한 것으로 추정된다.
전차는 《The Tanks that Broke the Ranks》와 같은 뮤직홀 노래로 찬양받았고, 제조업체들은 곧 장난감 전차, 전차 모양의 찻주전자, 전차 모양의 핸드백, 전차 놀이기구를 생산했다. 1917년 11월 런던 시장 쇼에 여러 대의 전차가 등장한 후, 한 대는 트라팔가 광장으로 보내졌고, 그곳에서 엄청난 인파가 전쟁 자금을 조달하기 위해 국민 전쟁 채권을 구매하도록 권유받았다. 그 성공에 이어 1918년 3월에 열린 "전차 주간"을 시작으로 "탱크 뱅크"로 알려진 전차와 다른 군용 차량이 전국 각지에서 채권 판매 행사에 전시되었다. 시민들은 더 많은 채권을 구매하기 위해 작은 세라믹 돼지 저금통 형태의 미니어처 "탱크 뱅크"에 잔돈을 저축하도록 권유받았다. 이어서 인구 대비 가장 많은 금액을 모금할 수 있는 영국 도시 또는 마을을 가리는 경쟁이 벌어졌다.

## 현존하는 차량
여러 대의 전차가 현존하지만, 그 중 상당수는 내부 부품이 모두 제거된 껍데기만 남아 있다. 가장 큰 컬렉션은 영국 보빙턴의 전차 박물관에 있으며, 이곳에는 8대의 전차가 소장되어 있다. 이 중 2대는 운용 가능한 상태로 유지되고 있는데, 마크 IV 수컷, 엑설런트와 마크 V 수컷 9199호이다. 엑설런트는 1980년대에 마지막으로 운행되었고 9199호는 2000년대에 마지막으로 운행되었다. 보빙턴 박물관은 이제 취약하고 역사적인 차량에 가해질 마모 때문에 다시 운행할 의사가 없다. 대신, 박물관은 영화 《워 호스》를 위해 제작된 마크 IV 전차 복제품을 구입하여 대중 시연에 사용하고 있다.

### 리틀 윌리

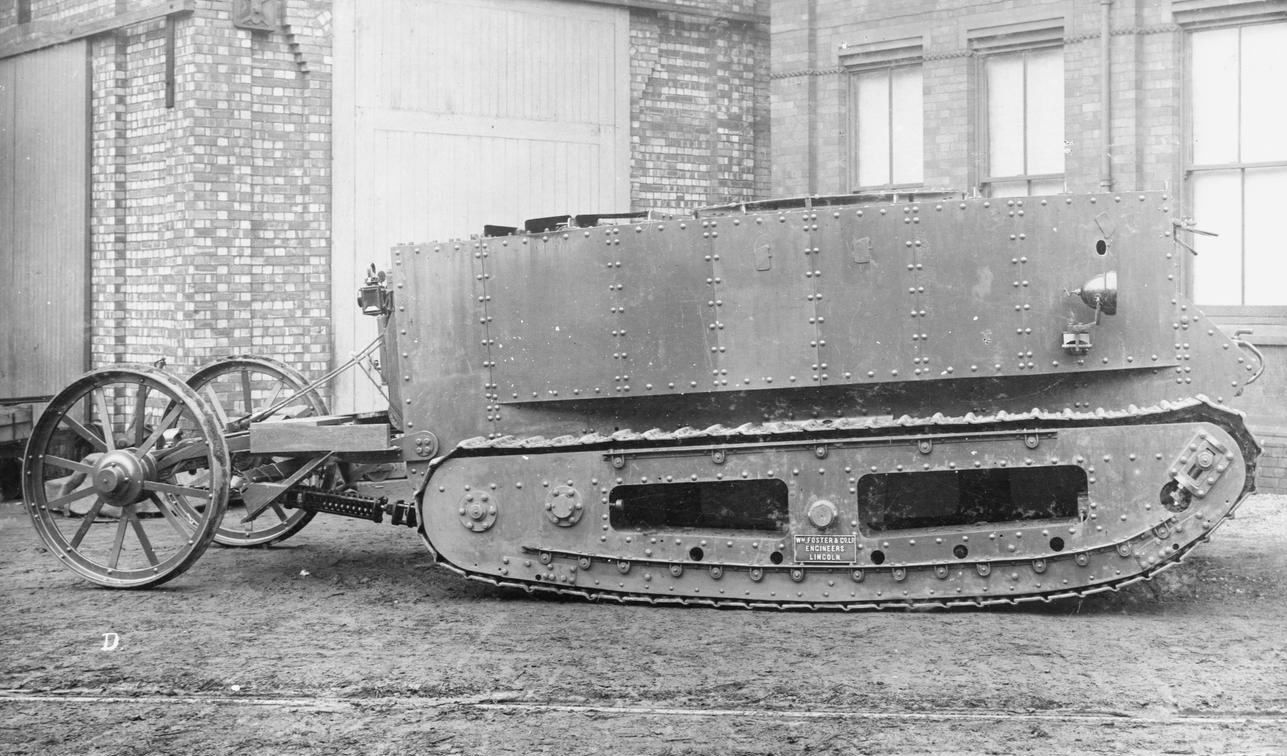
1915년 9월, 리틀 윌리의 후방 조향 바퀴가 보이는 초기 설계

리틀 윌리는 보빙턴 전차 박물관에 현존한다. 1940년 보빙턴 기지를 독일군의 공격으로부터 방어하는 데 도움이 된다는 구실로 폐기 처분 위기에서 구출되었다. 침공 위협 동안 마더를 포함한 많은 다른 프로토타입들은 폐기되었다.

### 마크 I

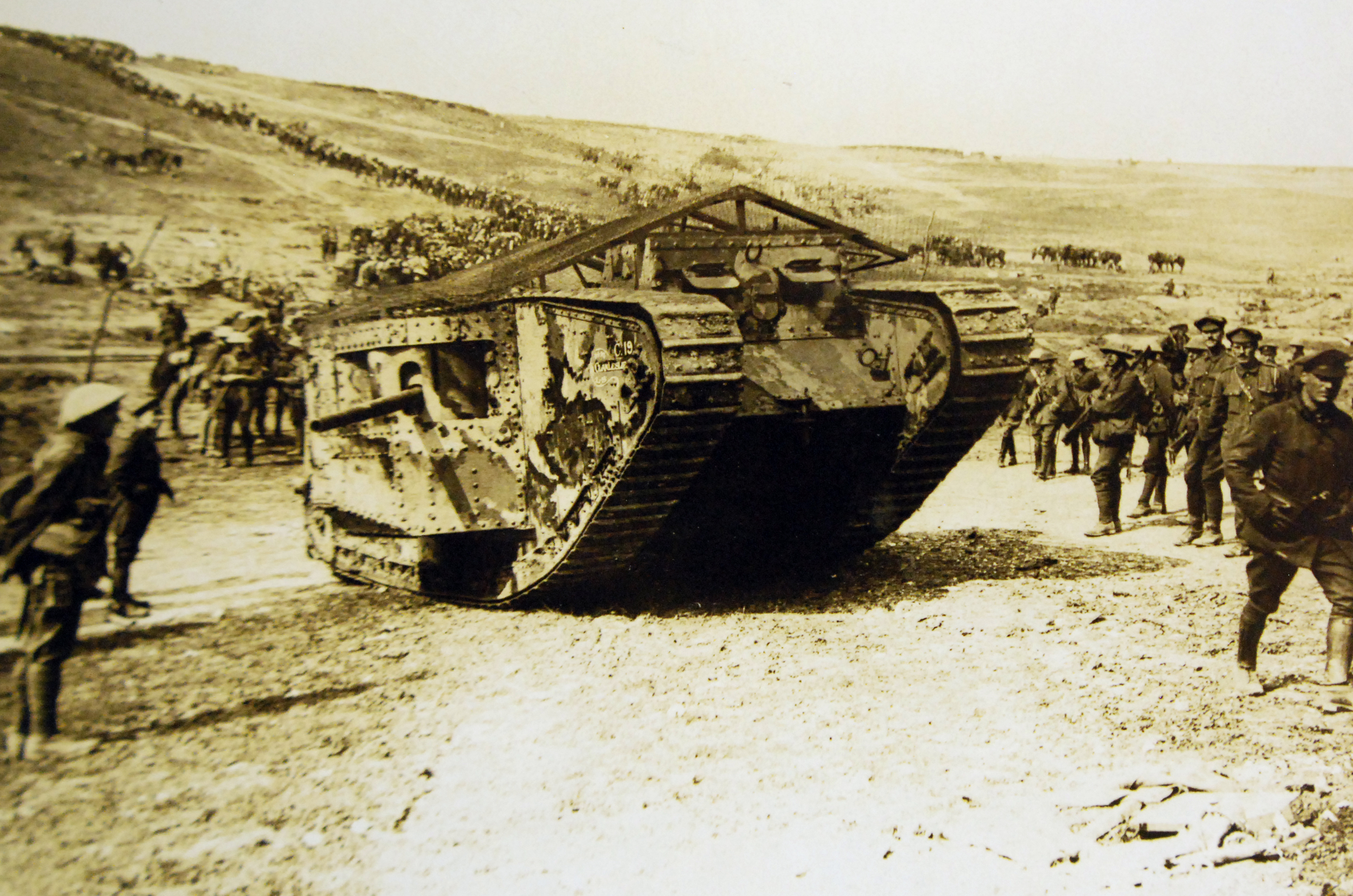
원래의 마크 I 전차 C19, 클랜 레슬리

수컷 한 대만 살아남았다. 이것은 유일하게 남아 있는 마크 I이자 세계에서 가장 오래된 현존 전투 전차이다. 보빙턴 전차 박물관 컬렉션의 일부이다. 705호, C19, 클랜 레슬리를 나타내도록 도색되어 있지만, 그 정체와 전시 역사는 알려져 있지 않다. 운전병 훈련 전차로 사용되었을 가능성이 있다는 징후가 있으며, 702호일 수 있다는 주장도 있다. 그렇다면 마크 I의 두 번째 제작 차량이 된다. 1919년부터 1970년까지, 전차 개발 초기 시험장이었던 사실을 기념하기 위해 해트필드 하우스 부지에 위치했었다.
마크 I 복제품은 요르단 암만의 왕립 전차 박물관에 전시되어, 아랍 반란 동안 하셰마이트 군대를 도왔던 영국 전차 승무원들을 기리고 있다.

### 마크 II

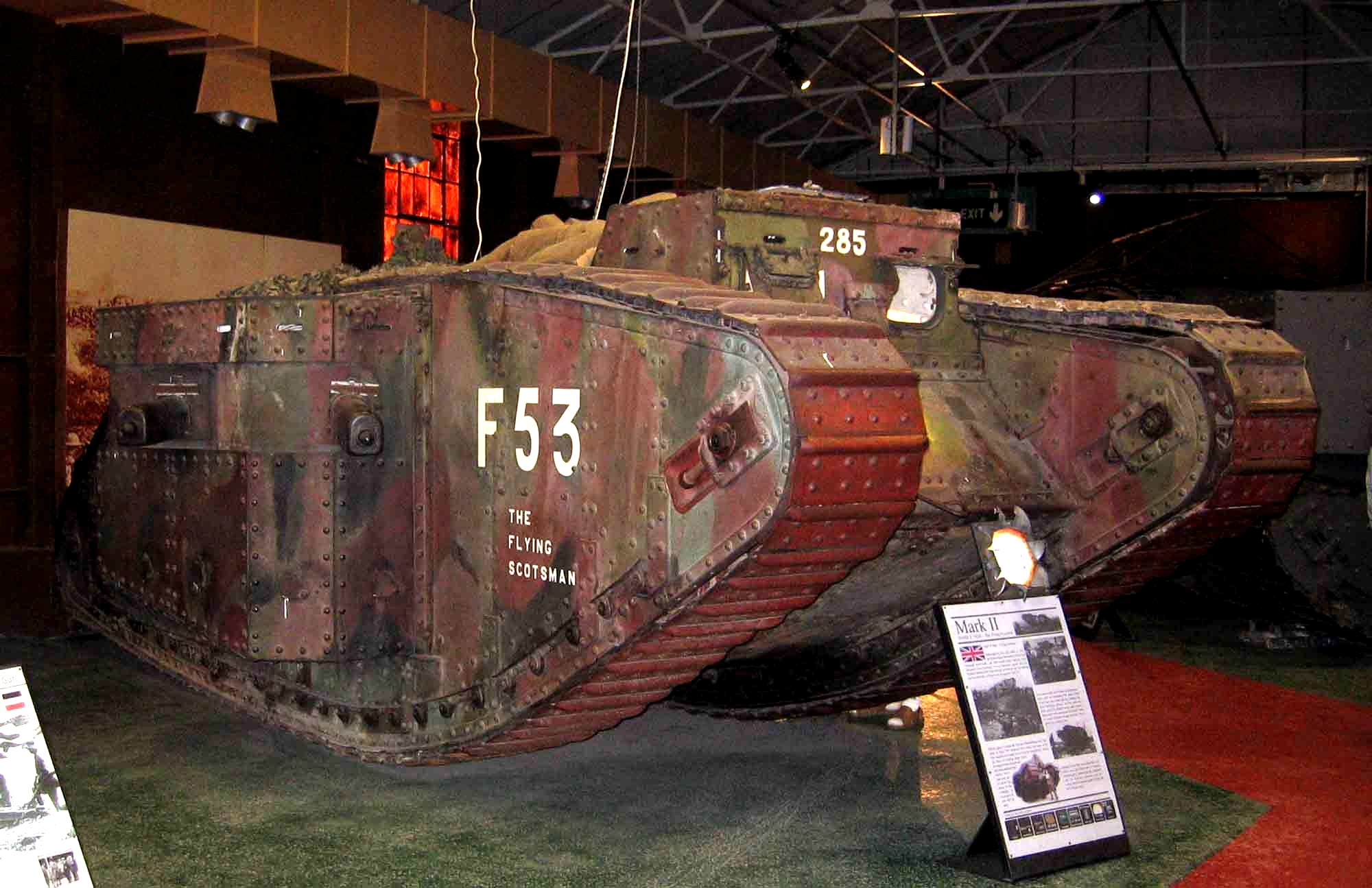
보빙턴 마크 II 전차, F53 플라잉 스코츠맨

보빙턴 전차 박물관에는 (아래 참조) 거의 완벽하게 보존된 마크 II, F53: 플라잉 스코츠맨이 한 대 있다. 이 전차는 1917년 4월 아라스 전투에서 입은 전투 피해를 아직도 가지고 있다. 이 차량은 원래 수컷이었고, 보급 차량으로 재건되었으며, 복원되어 한동안 암컷 바베트가 오른쪽에 있는 마크 I으로 전시되었다가, 나중에 마크 II로 전시되었다.
마크 II 799호 (D26)의 남아있는 부품(궤도와 총 방패 포함)은 장 앤 드니 르테이유 박물관, 불레쿠르에서 볼 수 있다.

### 마크 IV
마크 IV 7대가 현존한다.

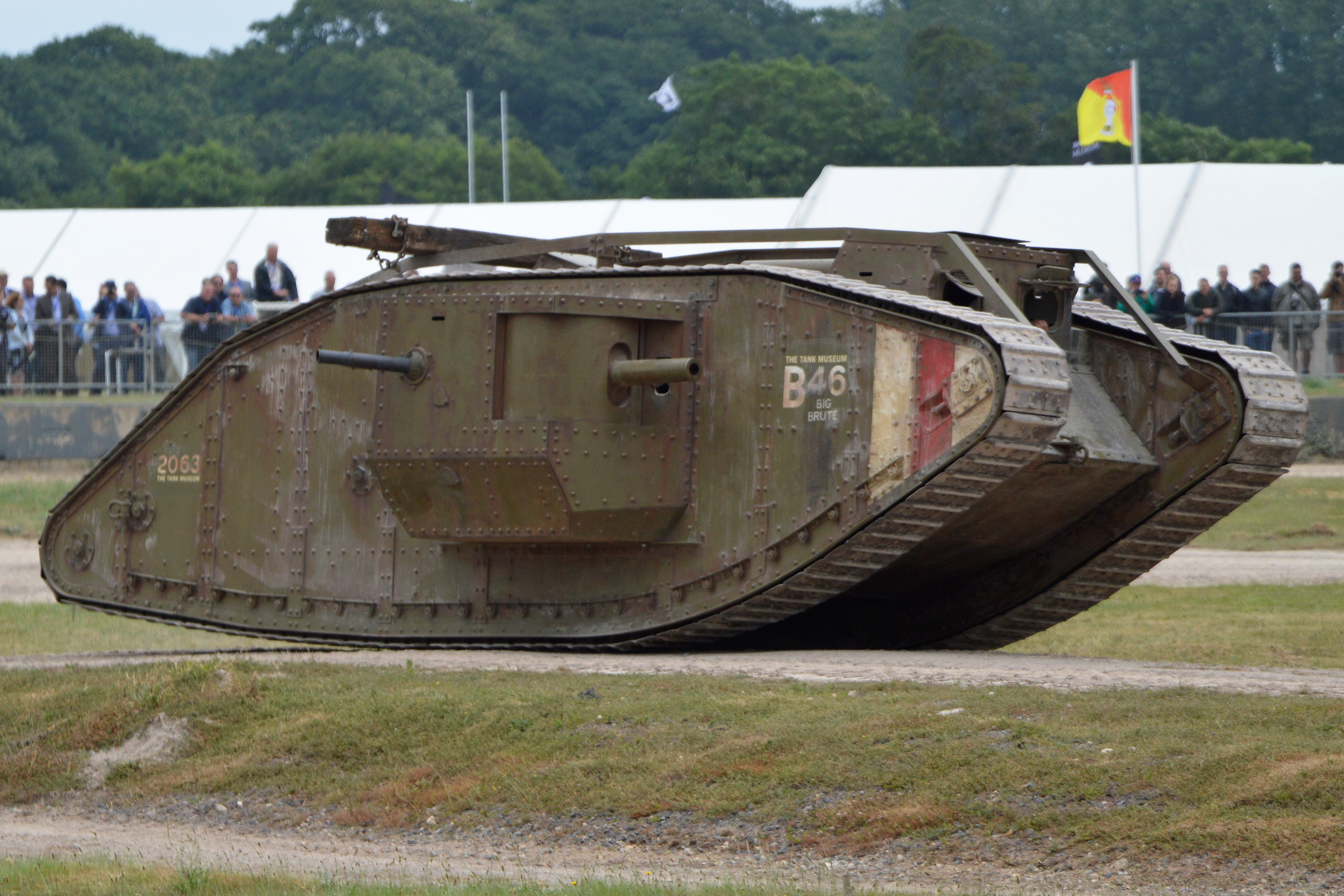
전차 박물관에서 자체 동력으로 주행하는 빅 브루트 복제품

- 마크 IV 암컷 한 대가 링컨, 영국 링컨셔의 링컨셔 생활 박물관에 보빙턴 전차 박물관으로부터 영구 대여되어 전시되어 있다. 현지 회사인 윌리엄 포스터 & Co.가 최초의 전차를 제조했다. 이 전차는 역사상 어느 시점에서 내부 부품이 제거된 빈 껍데기이다. 캉브레 전투에서 싸웠고 이후 독일군에게 노획된 F4: 플러트 II로 도색되어 있다. 링컨셔 전차가 실제로 플러트 II일 수 있다는 일부 증거가 있지만, 제2차 세계 대전 이전의 역사는 불확실하다.[50]
- 마크 IV 암컷 한 대가 애슈퍼드, 켄트주에 보존되어 있다. 이 전차는 전쟁 후 영국 도시와 마을에 전시용으로 기증된 많은 전차 중 하나이며, 대부분은 1920년대와 1930년대에 폐기되었다.
- 브뤼셀 왕립 육군 박물관에는 원래 색상을 그대로 유지하고 있는 수컷 마크 IV 전차인 로드스타 III가 있다.
- 마크 IV 암컷, 그리트가 오스트레일리아 전쟁기념관에 보관되어 있다. 2008년 8월까지 오스트레일리아 전쟁기념관의 ANZAC 홀에 전시되어 있었다. 현재는 캔버라 미첼의 대량 저장고에 보관되어 있다.[51]
- 1999년, 프랑스 플레스키에르 마을에서 마크 IV 암컷 D51: 데보라가 발굴되었다. 캉브레 전투 (1917년)에서 포탄 공격으로 파괴되었고, 이후 구덩이를 메우는 데 사용되면서 묻혔다. 현재 복원 작업이 진행 중이다.[52]
- 마크 IV 수컷, 엑설런트가 보빙턴에 전시되어 있다. 제1차 세계 대전 후, 이 전차는 육군에 의해 일부 전차 승무원들이 훈련받았던 영국 해군 해안 기지인 HMS 엑설런트에 기증되었다. 제2차 세계 대전 중에는 1940년 독일 침공 위협이 있을 때 본토 방위군과 함께 복무하기 위해 다시 운용 가능하게 만들어졌다.[53] 이 전차는 여전히 작동 상태로 유지되고 있다.[54]
- 마크 IV 암컷 리버티: 애버딘, 메릴랜드주의 애버딘 시험장에 전시되어 있다. 원래 브리타니아라는 이름이었으나 리버티로 개명되었고, 1919년에 포병 박물관 컬렉션에 합류했다. 수십 년간 외부 환경에 노출되어 상태가 좋지 않지만, 곧 복원될 예정이다.[55]

복제품

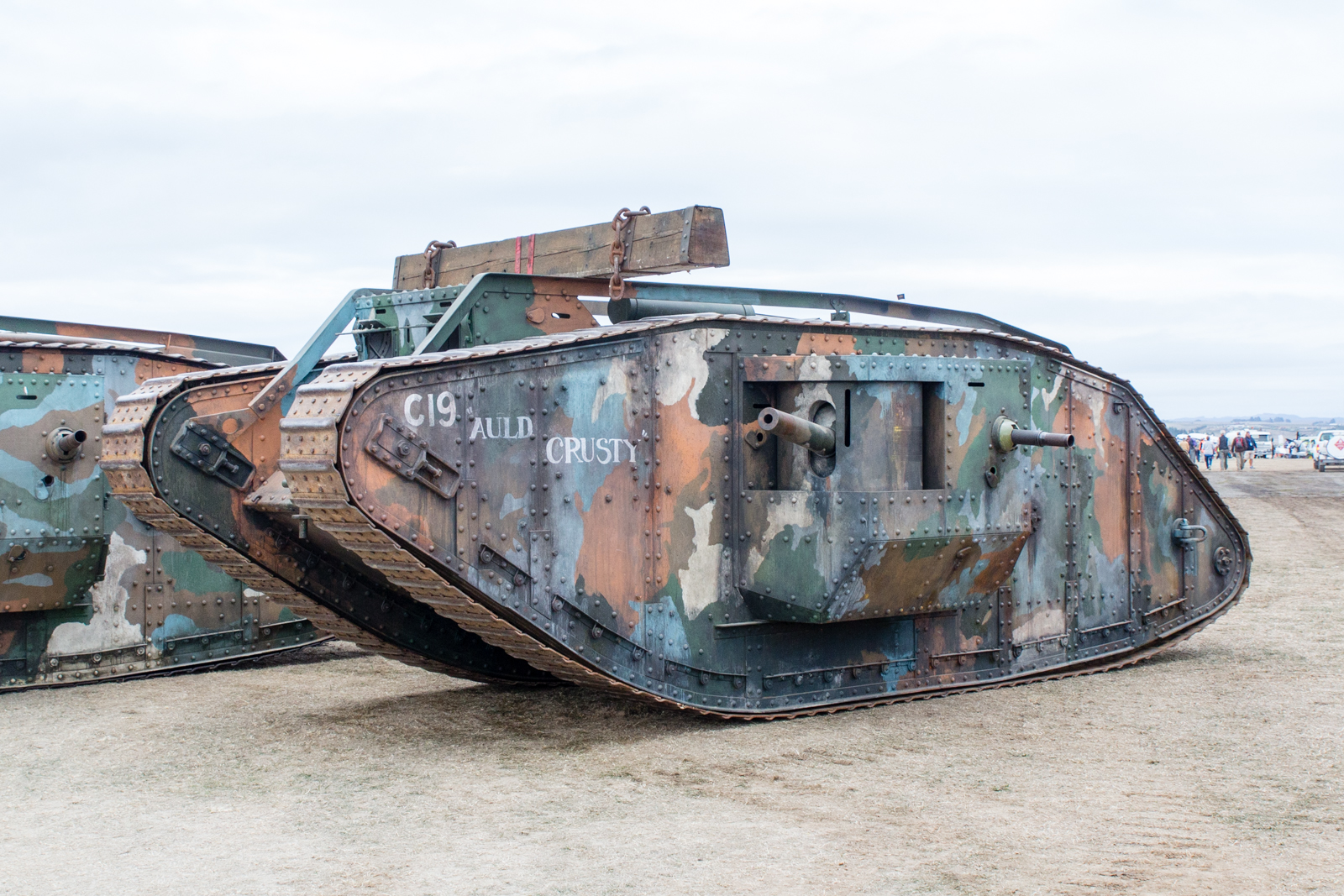
피터 잭슨의 전차, 올드 크러스티

시연 목적으로 21세기 초 영국에서 2대의 완전 기능 복제품 마크 IV 전차가 제작되었다. 다큐멘터리 《가이 마틴의 제1차 세계 대전 전차》를 위해 캉브레 전투 기념일에 노퍽 전차 박물관에서 2017년에 암컷 마크 IV 복제품 '데보라 II'가 제작되었다. 보빙턴의 전차 박물관에는 원래 영화 《워 호스》를 위해 제작된 '빅 브루트'라는 이름의 수컷 전차 복제품이 있다.
세 번째 복제품 마크 IV 전차는 2017년 벨기에 푸르카펠에서 JCB 유압 엔진으로 구동되어 제작되었다. 이 전차는 수컷과 암컷 스폰손을 모두 가지고 있어 교체할 수 있으며 현재 D29 '데이먼 II'를 나타내도록 도색되어 있다. 원래 '데이먼'은 이프르 전투에서 포탄 구멍에 갇혔고, 1941년 나치에 의해 폐기될 때까지 마을의 전쟁기념물 역할을 했다.
또 다른 기능성 마크 IV 복제품은 2016년 영화 감독 피터 잭슨에 의해 제작되었다. 이 전차는 뉴질랜드에서 C19 올드 크러스티라는 이름으로 보존되어 있다. 원래의 H. M. 육상함 크러스티는 1917년에 제작되어 캉브레 전투에 참전했다. 잭슨은 또한 스프링 치킨이라는 이름의 다섯 번째 복제품 마크 IV 전차를 소유하고 있다.

### 마크 V

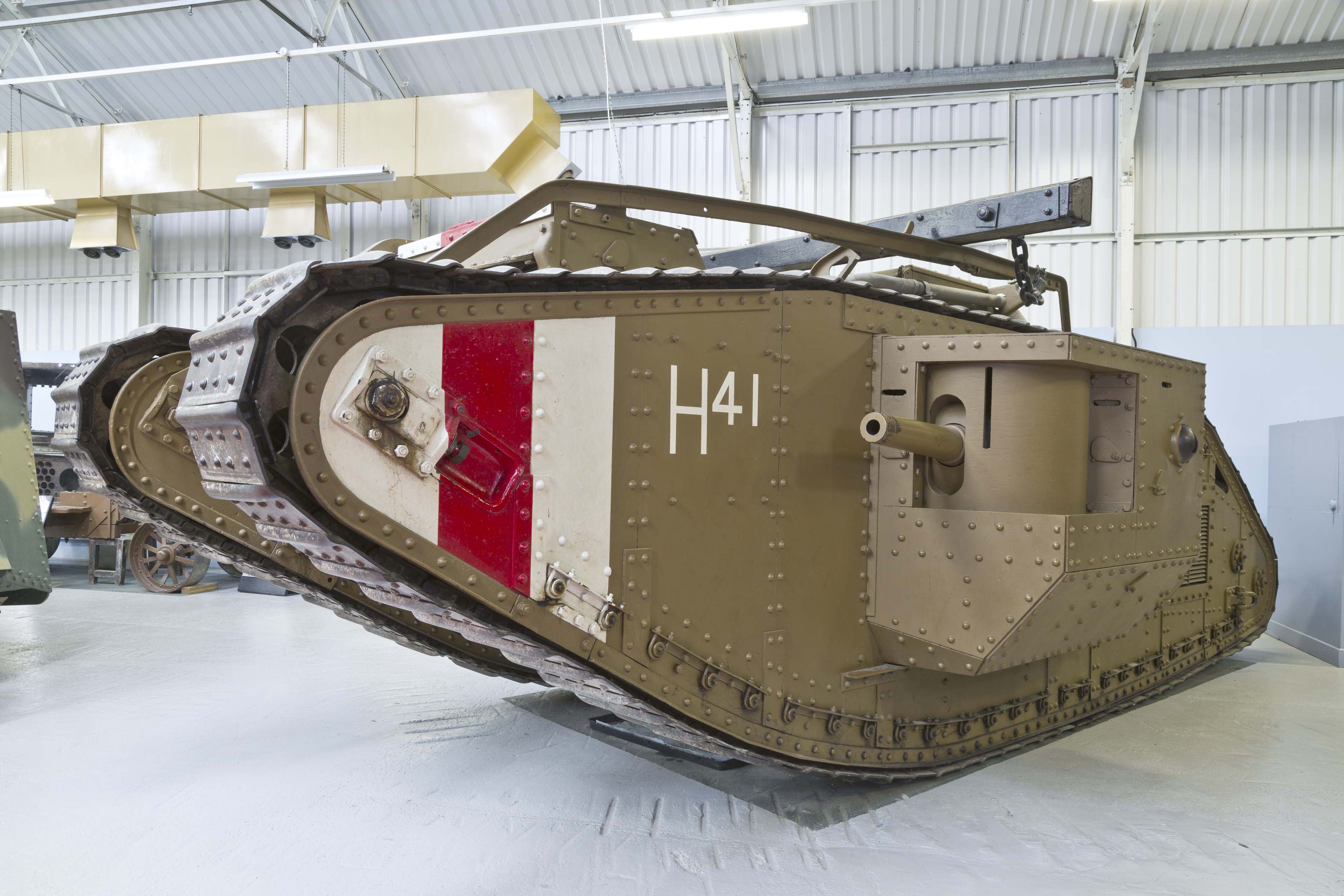
보빙턴 전차 박물관의 마크 V 9199호 (2015년). 이 전차는 작동 상태로 유지되고 있지만, 취약한 역사적 차량에 가해질 마모를 방지하기 위해 더 이상 운행되지 않는다.

마크 V 11대가 현존한다. 대부분은 러시아나 우크라이나에 있으며, 러시아 내전 동안 백군을 돕기 위해 그곳으로 보내진 전차의 생존자들이다.
- 전차 박물관에는 마크 V 수컷 9199호가 전시되어 있는데, 이는 제1차 세계 대전 당시 작동 상태를 유지하고 있는 두 대의 영국 전차 중 하나이다. 이 전차는 아미앵 전투에 참전했으며, 당시 지휘관인 H. A. 휘튼버리 중위는 무공 십자 훈장을 받았다. 이 전차는 작동 상태로 유지되고 있지만, 취약한 역사적 차량에 가해질 마모를 방지하기 위해 더 이상 운행되지 않는다.[46]
- 마크 V** 암컷: 올 페이스풀도 보빙턴에 보존되어 있다.
- 대대적으로 복원된 마크 V 수컷 데빌이 런던 임페리얼 전쟁 박물관에 현존한다.
- 마크 V* 수컷, 9591호는 2010년부터 조지아 포트 베닝의 미국 육군 기갑 및 기병 컬렉션 소장품 중 하나이다. 이 전차는 미 육군 301중전차대대 A중대에 배정되었고, 1918년 9월 27일 힌덴부르크 방어선 공격 중 단 한 발의 포탄으로 파괴되었다. 수리되어 미국으로 돌아왔으며, 마크 V*의 유일한 현존하는 사례이다.
- 마크 V는 러시아 쿠빙카 전차 박물관에 있다.
- 마크 V는 아르한겔스크의 기념물 역할을 한다. 이것은 원래 연합군의 러시아 내전 개입 동안 영국군에 의해 사용되었다.
- 두 대의 보존된 마크 V, 수컷과 암컷이 루한스크 우크라이나의 야외 기념물의 일부를 구성한다. 두 대는 보관 중이다.
- 마크 V 암컷은 우크라이나 M. F. 숨초프 하르키우 역사 박물관에 있다.

### 마크 VIII/리버티

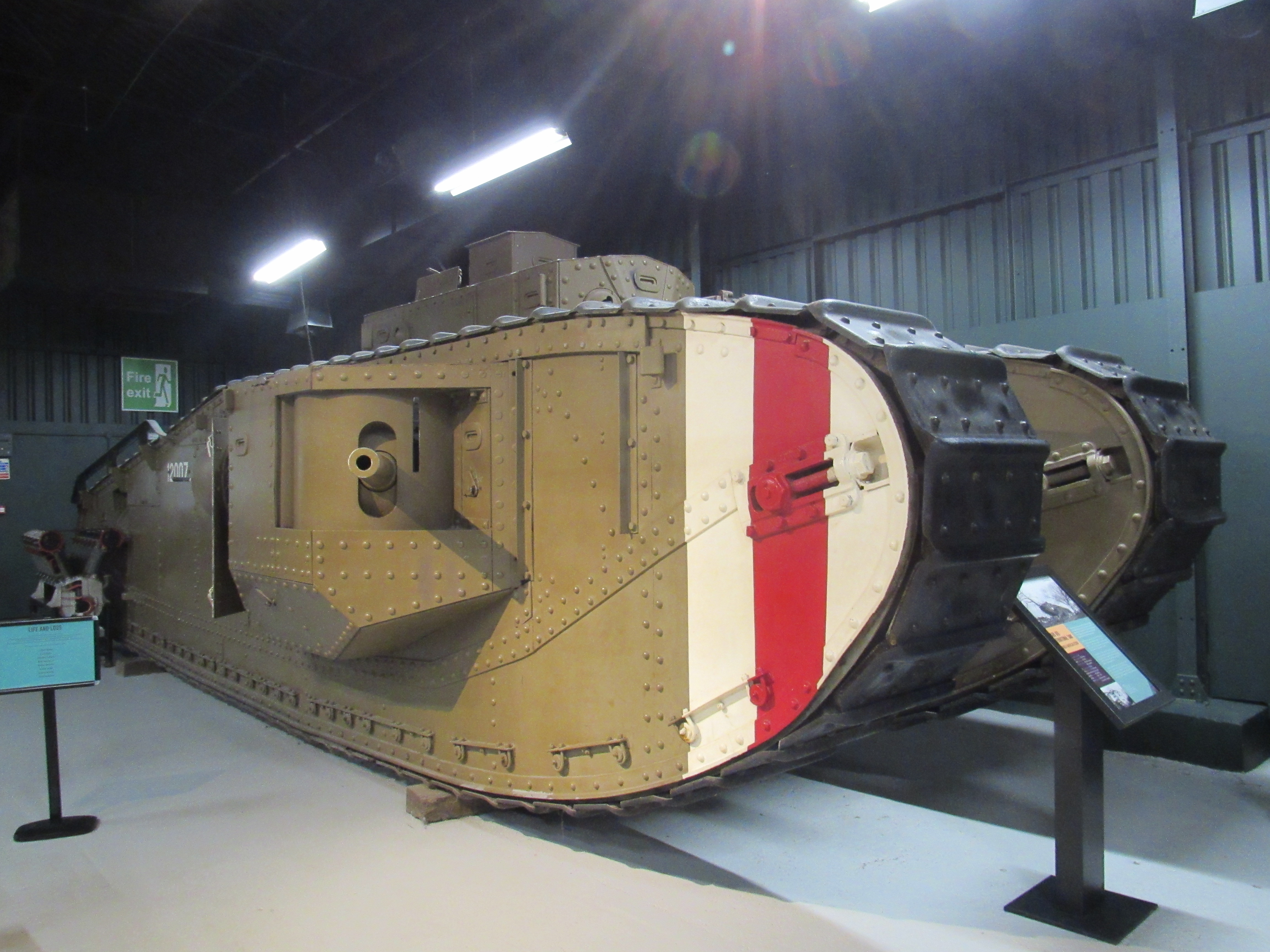
보빙턴의 영국 마크 VIII

- 원래 메릴랜드주 애버딘 시험장에 있던 마크 VIII 리버티 전차가 2010년 조지아 포트 베닝의 국립 기갑 및 기병 박물관으로 이전되었다. 이 차량은 원래 포트 베닝의 미 육군 67보병연대(중전차)에 배정되었다.
- 리버티 전차는 조지아 포트 베닝에 보존되어 있다. 그곳 박물관에 전시된 전차는 1920년 일리노이 록 아일랜드 조병창에서 제작되었다. 이 전차는 301중전차대대(나중에 17중전차대대로 재지정)에 배정되었다. 1921년부터 1922년 대부분 동안 드와이트 D. 아이젠하워 소령이 이 부대를 지휘했다.
- 영국 마크 VIII은 보빙턴에 있다.
- 리버티 전차는 일리노이 록 아일랜드 조병창에 보존되어 있다.

### 마크 IX
보빙턴에 단 한 대의 복원된 차량이 현존한다.

## 갤러리

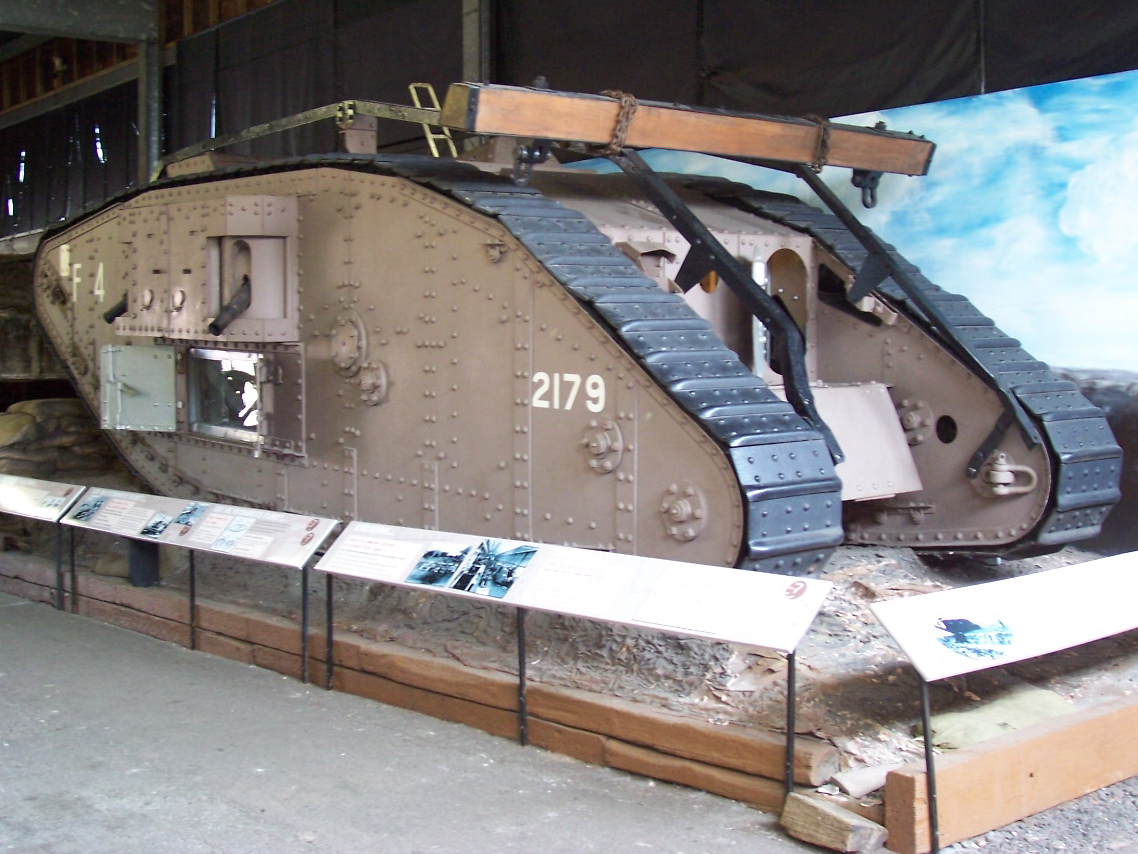
링컨셔 생활 박물관의 마크 IV 전차
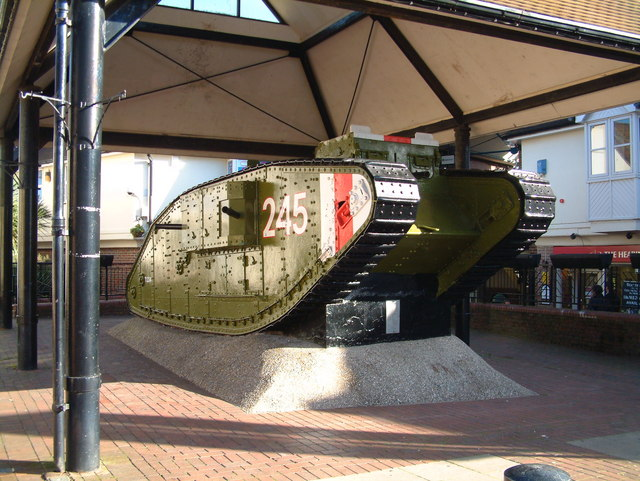
애슈퍼드, 켄트주에 보존된 마크 IV 암컷 전차
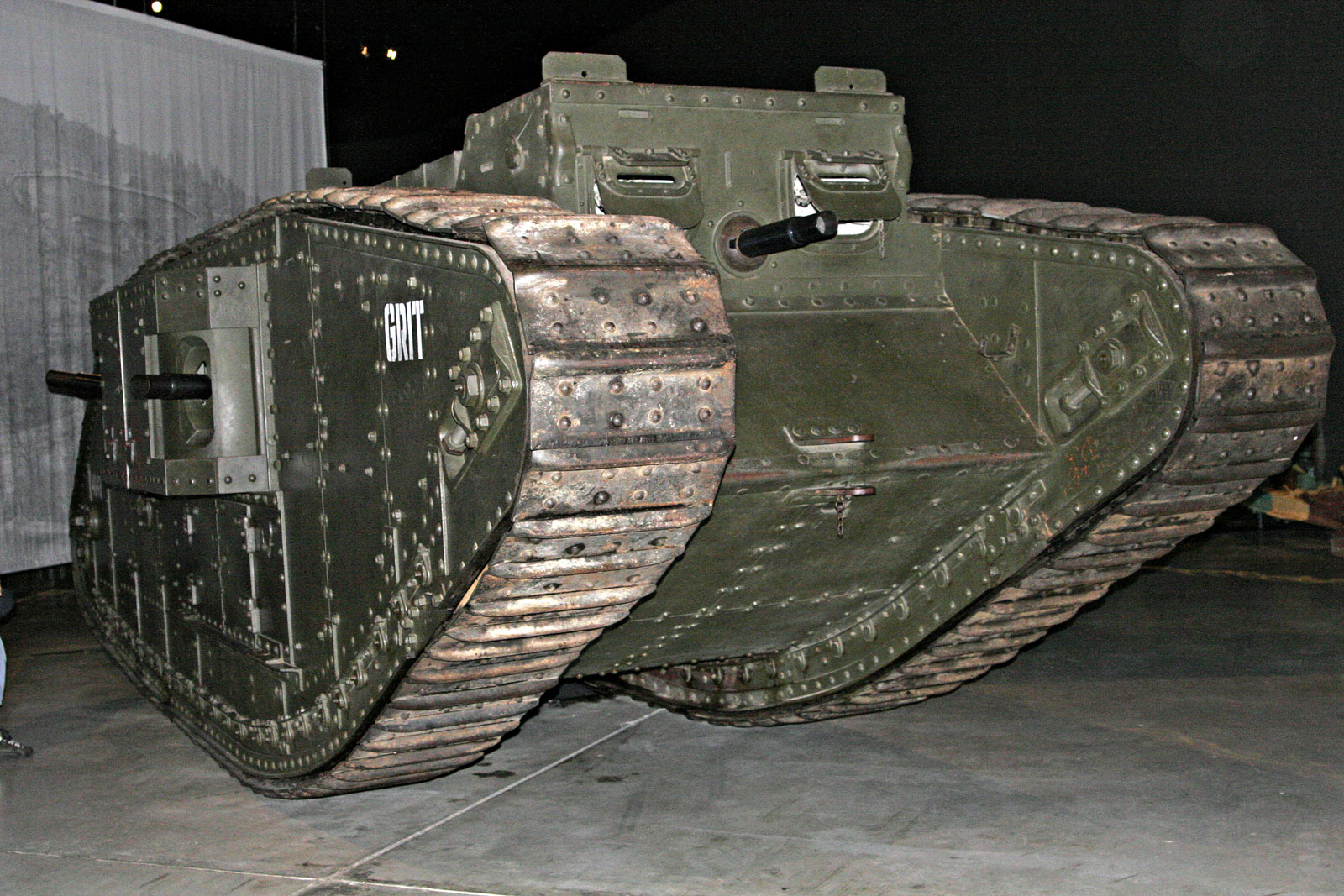
오스트레일리아 전쟁기념관의 마크 IV 전차
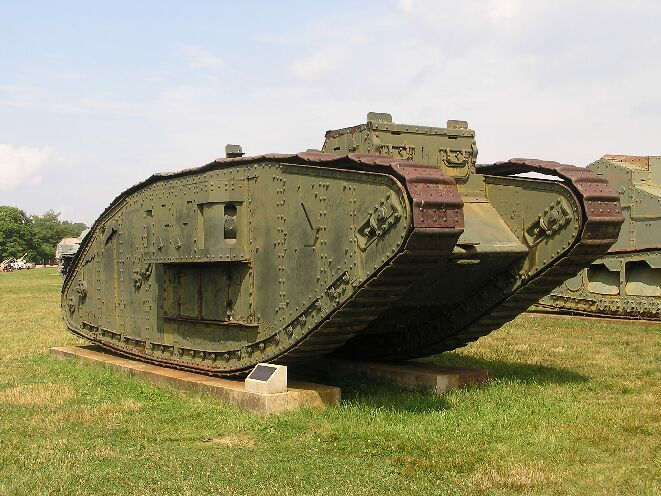
애버딘 시험장의 마크 IV 암컷 전차 리버티
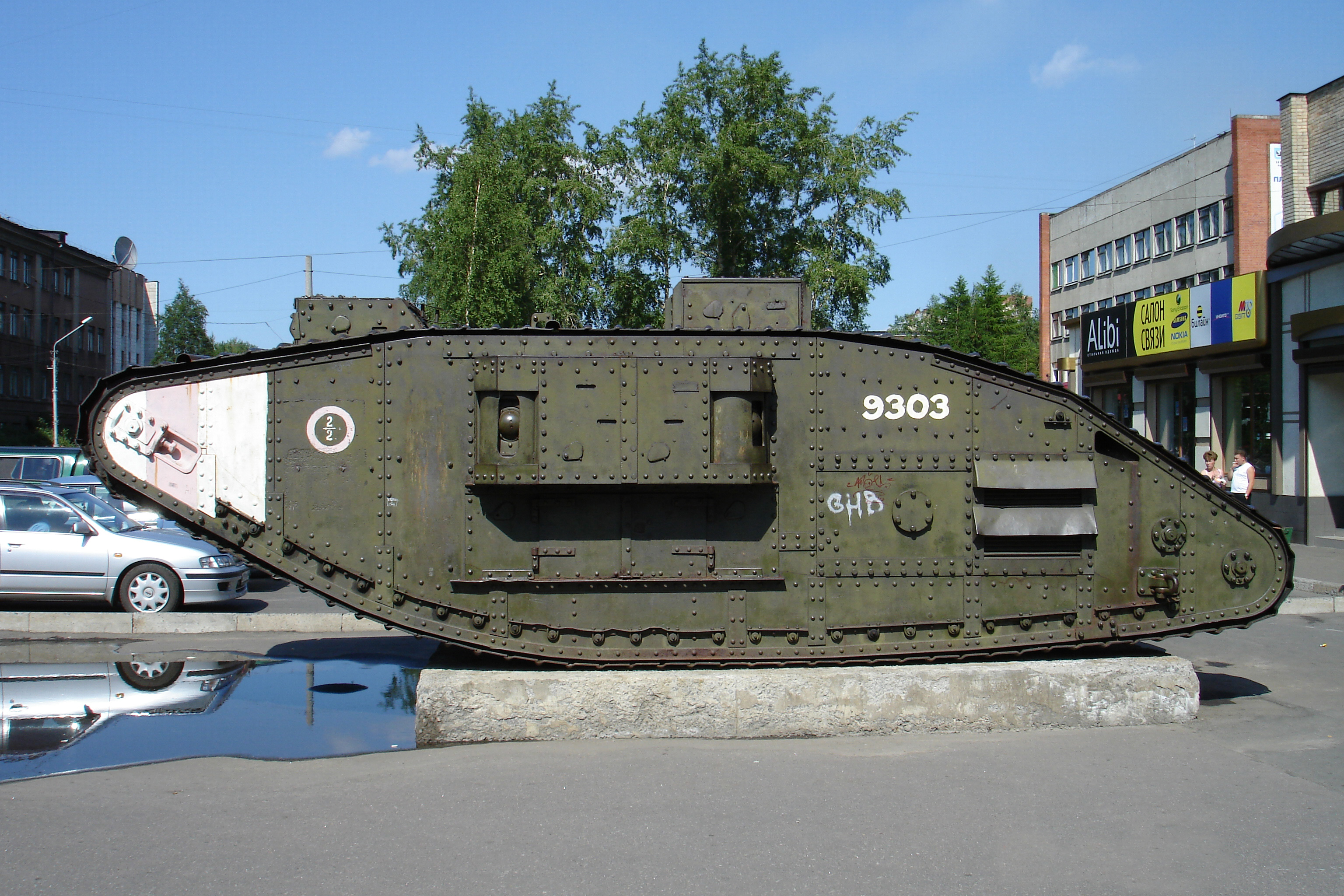
아르한겔스크의 마크 V 전차
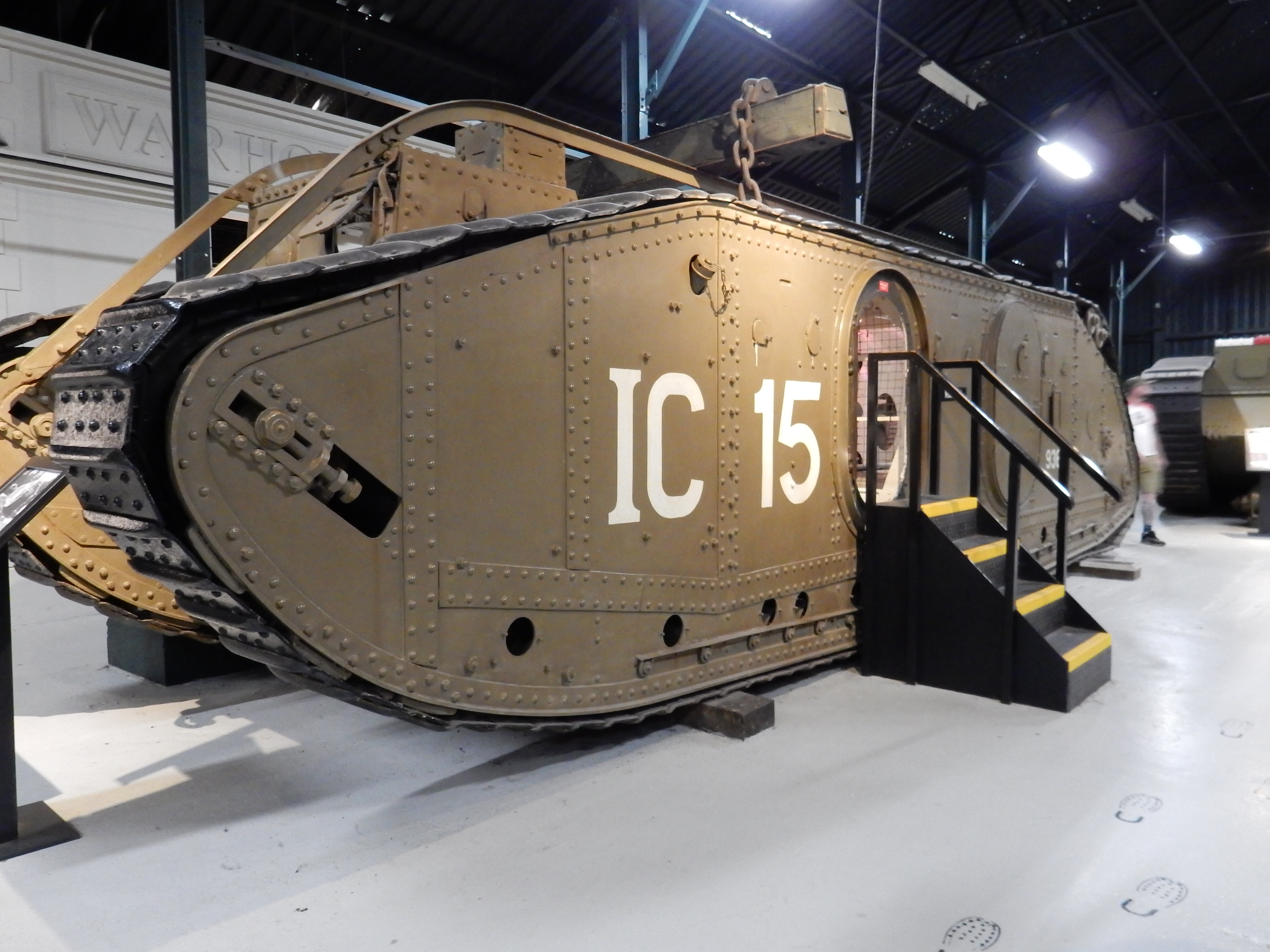
마크 IX 병력수송장갑차
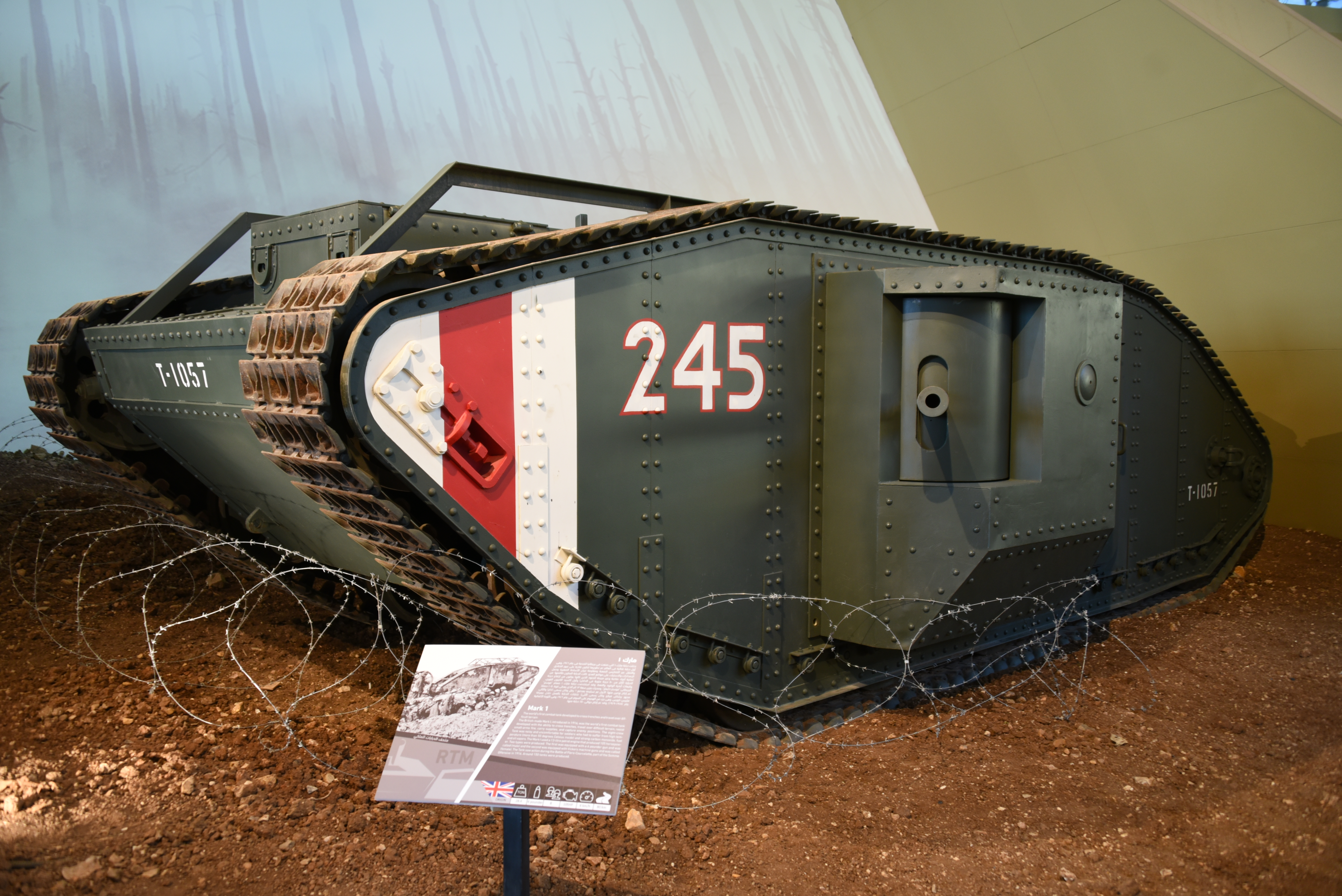
요르단 왕립 전차 박물관에 전시된 마크 IV와 유사한 제1차 세계 대전 전차 복제품

## 같이 보기
- 마크 V 복합형

## 내용주
1. ↑  오직 'HMLS 센티피드' 명판만이 남아있다
2. ↑  보병의 상자형 방독면은 시야를 너무 많이 가렸고, 승무원에게는 입과 코만 가리는 변형된 방독면이 별도의 고글과 함께 지급되었다.[10]
3. ↑  리스 전투의 일부였다.
4. ↑  비커스의 자회사

## 더 읽어보기
- Fletcher, David (2001). 《The British Tanks, 1915–19》. Crowood Press. ISBN 1-86126-400-3.